# Palazzo Ducale (Genova)
Il Palazzo Ducale di Genova (in ligure Paxo /ˈpaːʒu/, contrazione dell'antico termine Paraxo /paˈɹaːʒu/) è uno dei principali edifici storici e musei del capoluogo ligure, già sede del dogato dell'antica Repubblica.
Ospita al piano nobile importanti mostre d'arte, conferenze e convegni, organizzati nelle sale affrescate del Maggior e del Minor Consiglio. Nei cortili e porticati, vi sono attività commerciali culturali e punti di ristoro. Vi trovano sede anche associazioni culturali. Il palazzo è gestito dalla fondazione "Genova Palazzo Ducale Fondazione per la Cultura", che ha suddiviso gli spazi in molteplici funzioni. Al suo interno si possono ospitare eventi anche contemporaneamente in spazi dedicati. Nel 2001 vi si sono riuniti a congresso i capi di Stato e di governo convenuti a Genova per il G8.

## Storia

### Le origini

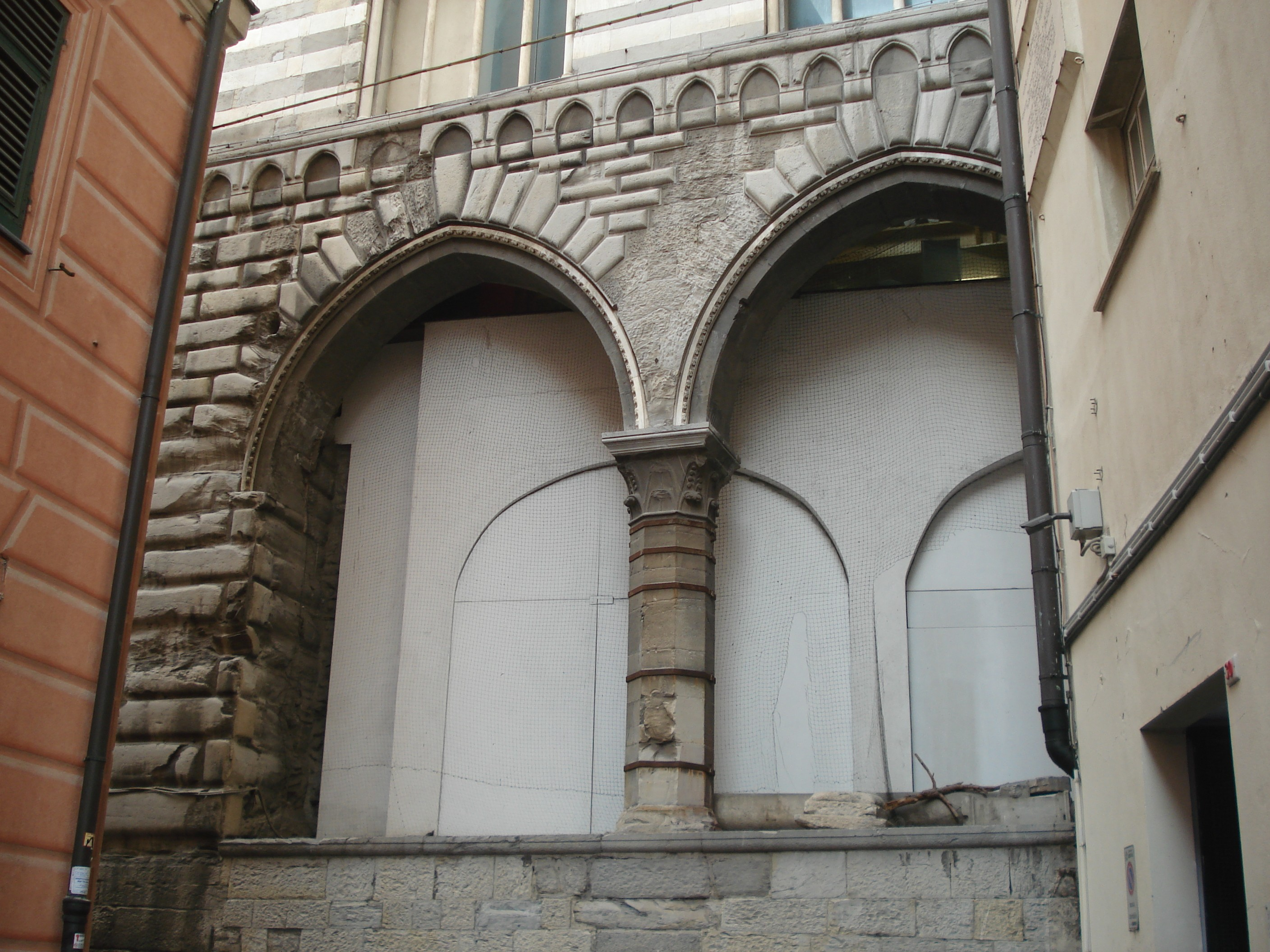
Le arcate della loggia degli abati

La costruzione del Palazzo Ducale ha inizio alla fine del XIII secolo quando, in seguito alle vittoria contro Pisa (nel 1284 alla Meloria) e contro Venezia (nel 1298 a Curzola), Genova vedeva accrescere la propria potenza militare ed economica nel Mediterraneo. A quel tempo la città era organizzata in base alla Compagna Communis, che provvedeva alla nomina dei capitani del Popolo. Fino al 1291 però i capitani e gli altri rappresentanti del Comune non disponevano di una sede propria ma erano ospitati nel Palazzo arcivescovile o in vicine abitazioni private appartenenti alle famiglie Doria e Fieschi.
Nel 1291 i capitani del Popolo Corrado Doria e Oberto Spinola acquistarono gli edifici di proprietà dei Doria che si affacciavano sulle odierne salita dell'Arcivescovado e via Tommaso Reggio e tre anni più tardi fu acquistato anche l'adiacente palazzo di Alberto Fieschi, dotato di una torre in seguito detta "Grimaldina", già utilizzato come sede dai capitani del Popolo a partire dal 1272 a causa dell'esilio dell'aristocratico. L'accorpamento portò alla realizzazione del palazzo degli abati, del quale è visibile parte del loggiato su via Tommaso Reggio.
Non esistono testimonianze iconografiche precise dell'aspetto che doveva avere il palazzo in quel periodo, ma secondo la ricostruzione di Orlando Grosso, che ne curò il restauro negli anni trenta del XX secolo, doveva avere una pianta trapezoidale, con il lato sud verso via Tommaso Reggio lungo 44 metri, il lato nord di 50, il lato ovest su salita dell'Arcivescovado di 20 metri e il lato a est di 36 metri. Doveva avere un'altezza complessiva di circa 25 metri suddivisa su tre piani, di cui il piano terra ospitava un porticato mentre sui piani superiori si aprivano delle quadrifore. Al centro del prospetto sud si innalzava la torre Grimaldina di sei piani di altezza.

### Il Trecento e il Quattrocento
Il palazzo, che con la nomina nel 1339 del primo doge genovese Simone Boccanegra aveva assunto il nome di "ducale", subì una serie di trasformazioni a partire dalla seconda metà del XIV secolo per volere del doge Antoniotto Adorno. L'edificio venne ingrandito con l'aggiunta di nuovi corpi di fabbrica a est, a formare una sorta di "C" intorno all'odierna piazza Matteotti, e a nord, fino a occupare uno spazio corrispondente all'attuale corpo centrale. Gli interventi voluti dall'Adorno non variarono l'accesso principale del palazzo, che continuò a essere mantenuto su via Tommaso Reggio.
Una nuova importante trasformazione ebbe luogo verso la metà del secolo successivo con la costruzione della cosiddetta "cortina", un corpo di fabbrica destinato a ospitare la guarnigione che collegava le ali a est e a ovest di piazza Matteotti, di fatto trasformando la piazza in un cortile fortificato e rendendo il palazzo una sorta di cittadella del potere isolata dal resto della città. Non si conosce con esattezza la data di realizzazione della cortina, ma la nomina nel 1470 di un "capitano della porta di palazzo" fa pensare che a quel tempo la sua costruzione fosse terminata. Con la realizzazione della nuova ala infatti venne chiuso l'accesso da via Tommaso Reggio e il nuovo ingresso venne posto al centro della nuova costruzione.

### La fabbrica del Vannone

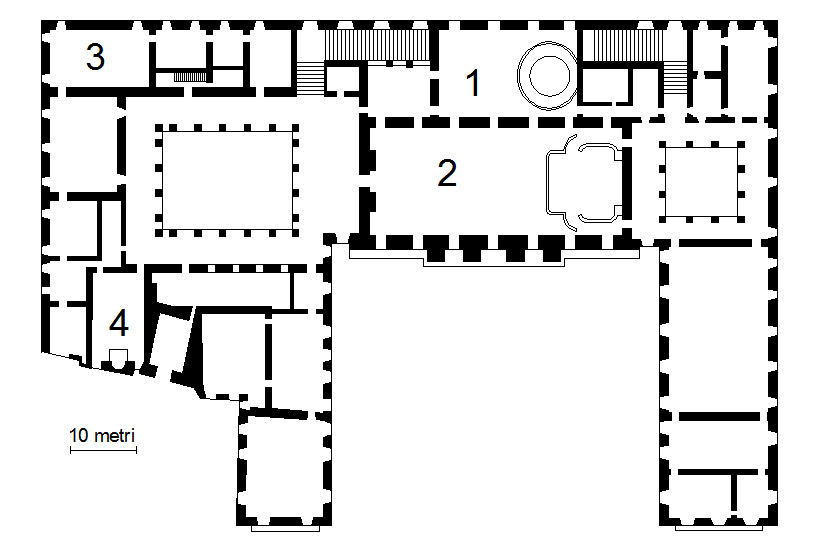
Il piano nobile del palazzo. 1.salone del Minor Consiglio; 2.salone del Maggior Consiglio; 3.appartamento del doge; 4.cappella

Nel XVI secolo le riforme volute da Andrea Doria avevano modificato la struttura politica della città, che era allora governata da un Maggior Consiglio di quattrocento senatori e da un Minor Consiglio, mentre il doge non era più eletto a vita ma restava in carica solo due anni. Il desiderio di disporre di una sede che rispecchiasse il prestigio e l'organizzazione gerarchica della signoria, unitamente all'esigenza di una fortezza che mantenesse il governo al riparo da intrighi e colpi di stato, portarono il senato ad affidare nel 1591 all'architetto Andrea Ceresola - detto "il Vannone" - l'incarico di ristrutturare completamente il palazzo.
Il Vannone collegò e trasformò l'insieme di edifici medievali e di eterogenei corpi di fabbrica costruiti in epoche successive in un palazzo-fortezza in stile manierista. A lui si deve la realizzazione del grande cortile del piano terra, coperto da una volta a padiglione e su cui si aprono due cortili porticati, e l'imponente scalone che conduce al piano superiore dove si trovavano gli ambienti di rappresentanza, il salone del Maggior Consiglio e quello del Minor Consiglio e gli appartamenti del doge. Ingrandì inoltre la cortina che chiudeva piazza Matteotti e presidiava l'accesso al palazzo, innalzandola fino a tre piani di altezza e dotandola sul lato interno di un loggiato che doveva avere la duplice funzione di svago per i soldati della guarnigione e di tribuna per gli spettatori che da lì potevano assistere alle cerimonie e alle manifestazioni che avevano luogo nel cortile del palazzo.
Nell'anno 1700 fu indetto un importante concorso per le decorazioni delle sale del Maggiore e Minor consiglio, finanziate dalla famiglia dei marchesi Giustiniani, cui parteciparono i maggiori pittori genovesi dell'epoca, Domenico e Paolo Girolamo Piola, Lorenzo De Ferrari, Domenico Parodi, cui tuttavia furono preferiti il bolognese Marcantonio Franceschini e il napoletano Francesco Solimena.

### L'incendio del 1777
Nuovi importanti lavori di trasformazione ebbero luogo nel 1778, dopo che il 3 novembre dell'anno precedente un violento incendio aveva distrutto gran parte del corpo centrale dell'edificio, del quale si erano salvati solo l'atrio al piano terra e lo scalone che conduce al piano nobile.
Per la ricostruzione fu rapidamente bandito un concorso, al quale furono invitati a partecipare Giacomo Maria Gaggini, Gregorio Petondi ed Emanuele Andrea Tagliafichi, tra i più noti architetti attivi a Genova in quegli anni. Il concorso fu però vinto dall'architetto ticinese Simone Cantoni, convinto a partecipare dal fratello Gaetano, che ideò una facciata marmorea che rappresenta uno dei primi esempi di stile neoclassico a Genova. I lavori di ricostruzione ebbero luogo tra il 1778 e il 1783 sotto la supervisione di Gaetano Cantoni e oltre alla facciata riguardarono il rifacimento in stile neoclassico dei saloni del Maggior e del Minor Consiglio, le cui coperture in legno erano state danneggiate dall'incendio. Le nuove coperture furono realizzate in mattoni, al fine di metterle al riparo da eventuali nuovi incendi.

### L'Ottocento e il Novecento

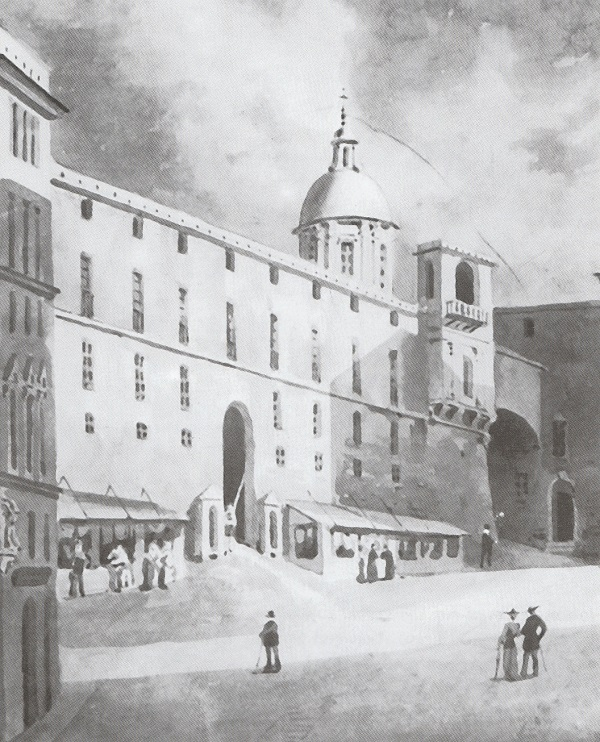
L’ala esteriore di palazzo Ducale, rivolta verso piazza Nuova (attuale piazza Matteotti) e che nascondeva alla vista la facciata neoclassica, così come appariva nella prima metà del XIX secolo. Acquerello di Pasquale Domenico Cambiaso

Il 1815, con l'annessione di Genova e della Liguria al Regno di Sardegna, segnò la fine della Repubblica di Genova e il palazzo perse la sua funzione di sede del governo e i suoi locali furono utilizzati come aule giudiziarie, uffici e archivi come nuova sede della magistratura, ruolo che continuò a mantenere fino al 1975.
Negli anni quaranta dell'Ottocento, durante i lavori di rifacimento di via San Lorenzo, fu demolita la cortina che chiudeva la piazza d'armi del palazzo e la facciata di Simone Cantoni fu resa visibile alla città. Alcuni anni dopo, nel 1861, l'ingegnere del genio civile Ignazio Gardella senior lavorò alla ristrutturazione delle ali laterali che circondavano piazza Matteotti, ampliando e rettificando l'ala a ovest e ricostruendo le facciate dei due edifici.
Una nuova campagna di restauri ebbe luogo nei primi decenni del XX secolo a opera di Orlando Grosso. I suoi interventi più rilevanti riguardarono i prospetti su via Tommaso Reggio, dove furono riportati alla luce, seguendo la politica neomedievale in vigore all'epoca, la loggia degli abati e altri resti degli edifici medievali che erano stati coperti da una lineare facciata manierista dal Vannone, e la facciata su piazza De Ferrari, che venne completamente ristrutturata e ridipinta. Durante le prove di ristrutturazione furono installati veri e propri decori a sbalzo in stucco al posto della semplice affrescatura a trompe-l'œil. Successivamente, tuttavia, prevalse la versione affrescata.

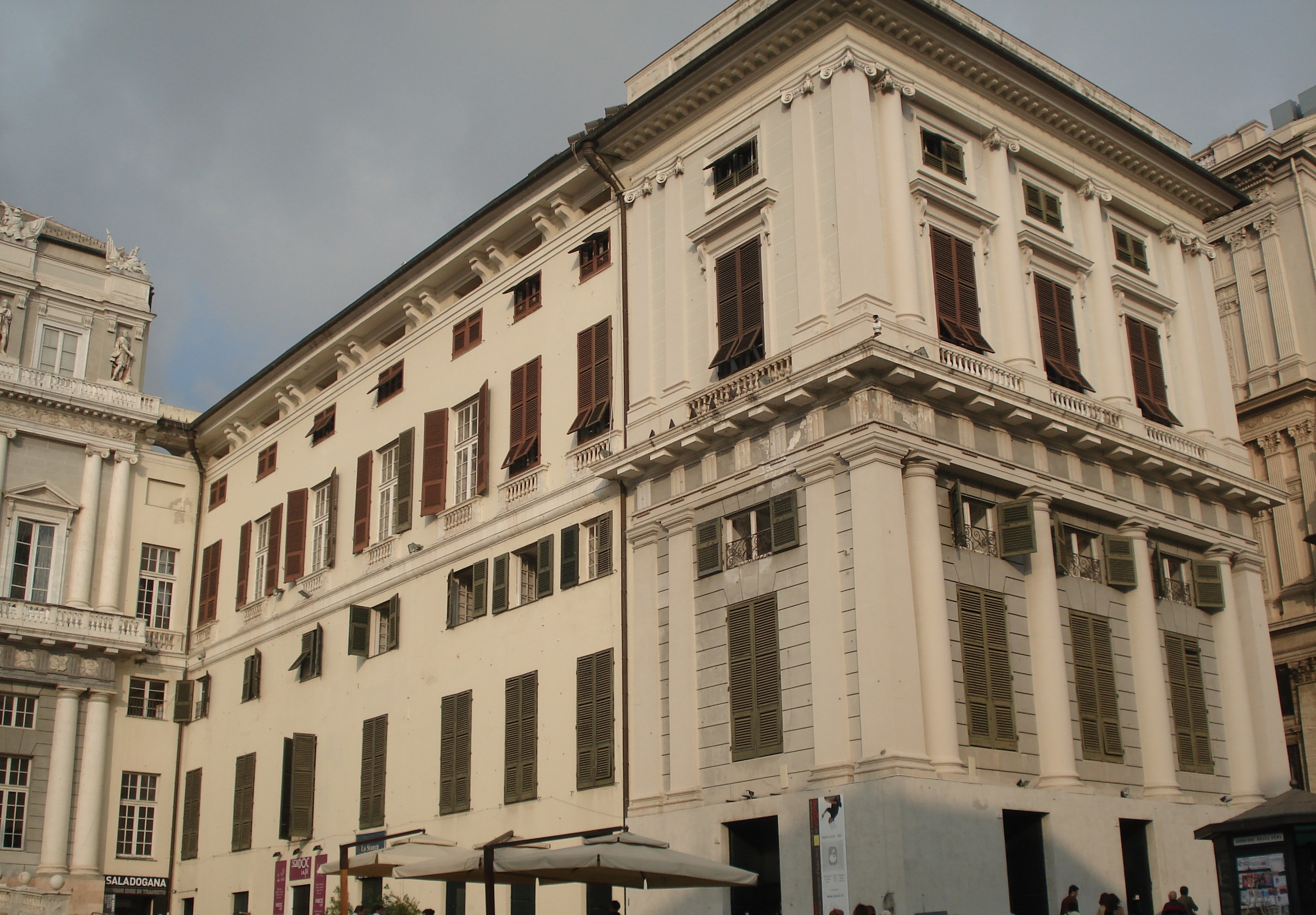
L'ala est su piazza Matteotti

Nel 1942 il palazzo venne parzialmente danneggiato, in particolare tra il corpo centrale e l'ala a ovest, durante uno dei bombardamenti della città effettuato dagli Alleati durante la seconda guerra mondiale.

### Dal restauro del 1992 all'epoca contemporanea
Scarsamente utilizzato e adibito a sede degli uffici giudiziari prima della costruzione negli anni settanta del nuovo palazzo di giustizia di Portoria, il palazzo vide completare il suo restauro a cura dell'architetto genovese Giovanni Spalla in occasione delle "Colombiadi" del 1992, con cui vennero commemorati Cristoforo Colombo e il cinquecentenario della scoperta dell'America. Tale restauro ha cercato di valorizzare le architetture cinquecentesche del Vannone, come l'atrio voltato, e allo stesso tempo di conservare gli interventi preesistenti che facevano parte della storia dell'edificio, come il prospetto su piazza De Ferrari e i reperti medievali riportati alla luce da Orlando Grosso modificando la struttura vannoniana.
In seguito al restauro, il palazzo è stato aperto al pubblico e adibito a museo e palazzo della cultura. A partire dall'8 febbraio 2008 il palazzo è gestito dalla "Genova Palazzo Ducale Fondazione per la Cultura". Nel 2001 nel Palazzo Ducale si sono tenute le riunioni del vertice del G8 di Genova. Oltre ad alcune attività commerciali ospita periodicamente manifestazioni, conferenze e importanti mostre d'arte.

## Descrizione

### L'esterno
Nato dall'aggregazione di una serie di edifici medievali e ingrandito nel corso dei secoli con la costruzione di nuovi corpi di fabbrica, il palazzo presenta una pianta irregolare che copre un'estensione complessiva di circa trentacinquemila metri quadrati e uno stile eterogeneo tra le diverse facciate. È situato al limitare del centro storico sulla sommità della collina di San Domenico, a pochi passi dalla cattedrale di San Lorenzo e dal palazzo della curia arcivescovile, ed è possibile accedervi attraverso l'ingresso principale su piazza Matteotti, su cui si apre la facciata neoclassica di Simone Cantoni, o attraverso gli ingressi su piazza De Ferrari a est.

#### I palazzi medievali

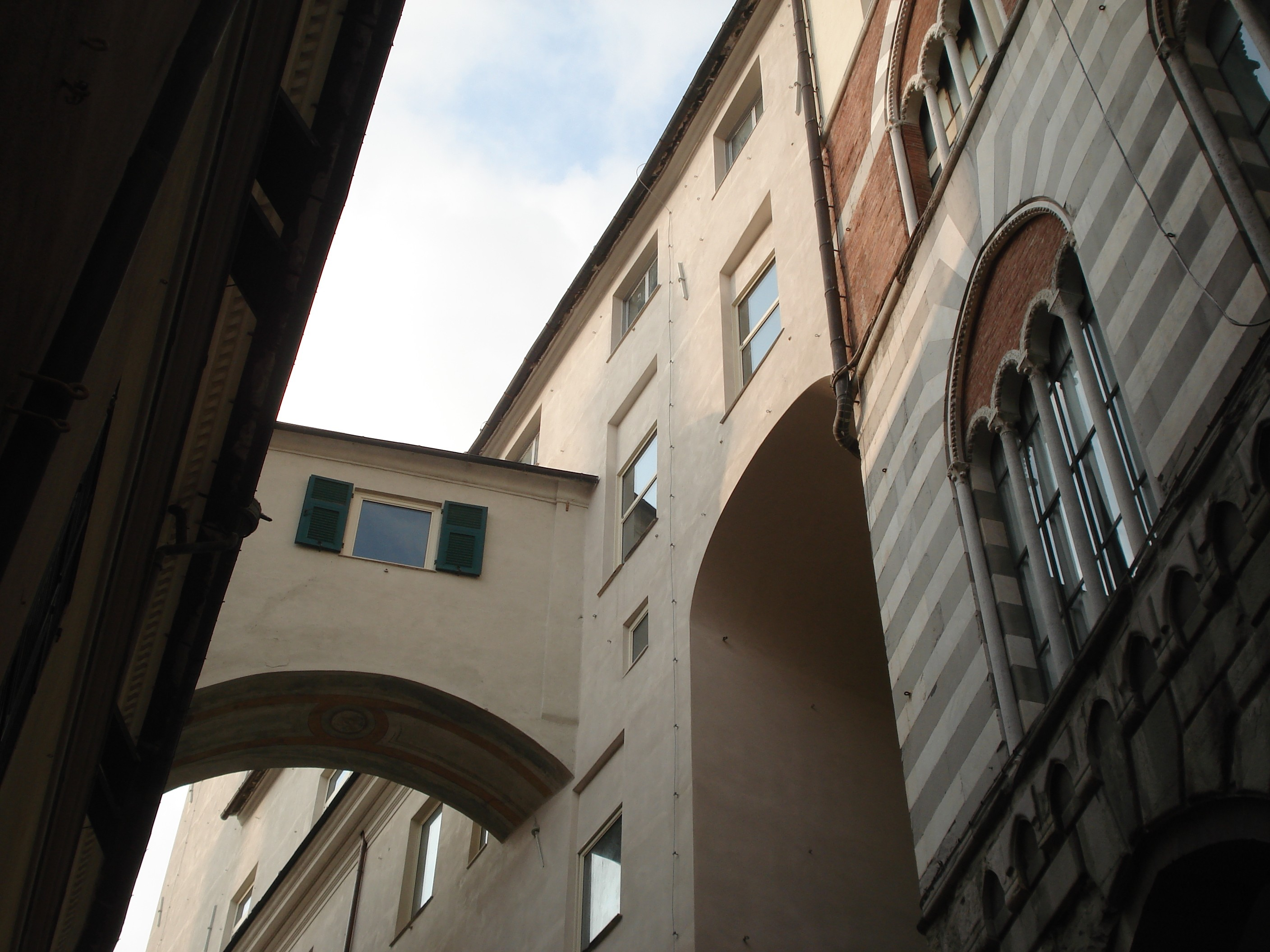
I pontini aerei tra Via Reggio e salita all'Arcivescovado

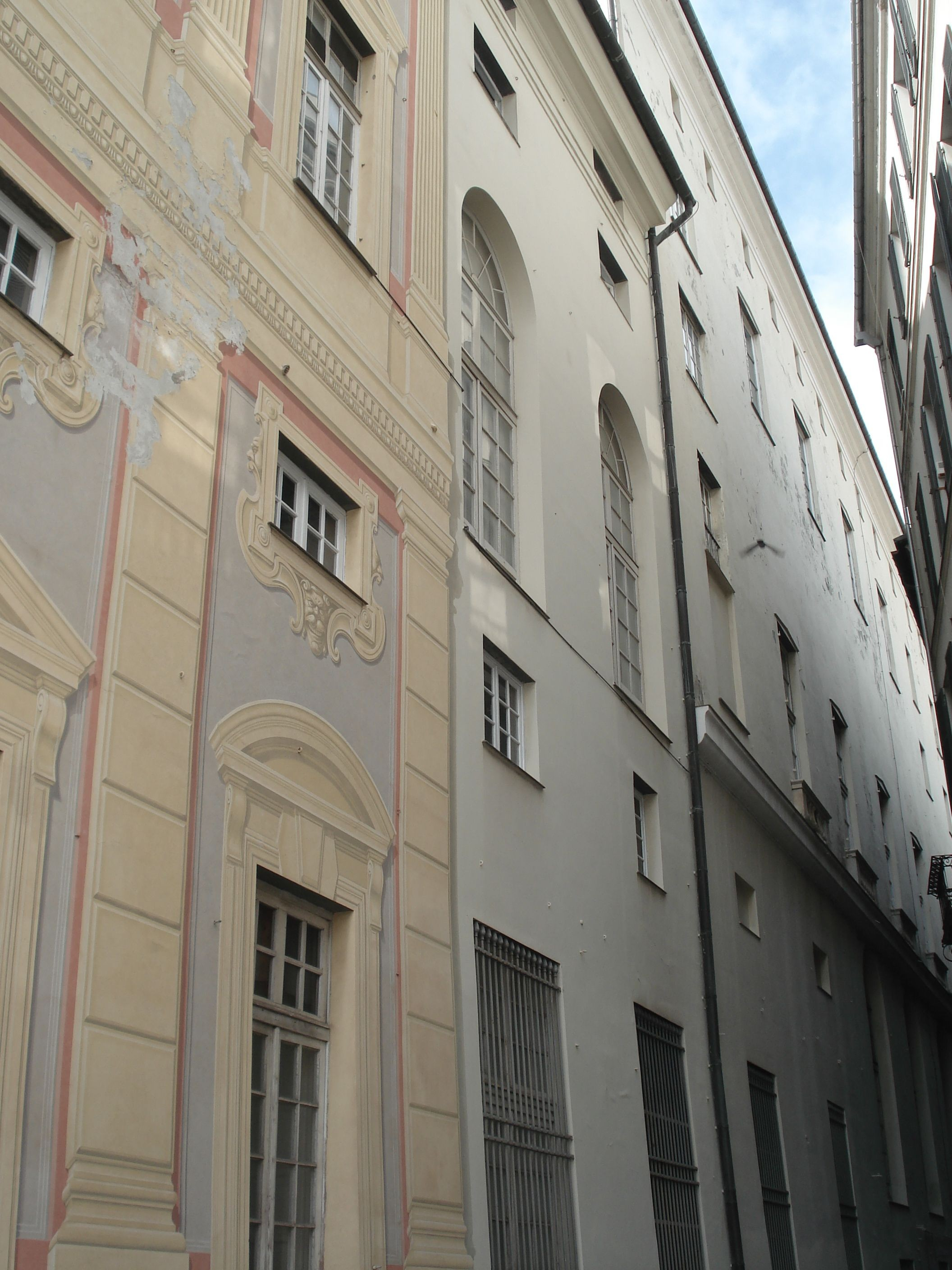
Dettaglio della facciata manierista su salita del Fondaco

I corpi più antichi del palazzo sono quelli del lato occidentale che si affacciano su via Tommaso Reggio e su salita dell'Arcivescovado e che costituivano il palazzo degli abati e il palazzo di Alberto Fieschi, con annessa la torre Grimaldina. Degli edifici medievali sono visibili, sul prospetto verso via Tommaso Reggio, le arcate a sesto acuto della loggia del palazzo degli abati e di Palazzo Fieschi. Tali arcate si trovano a circa due metri di altezza rispetto al piano stradale, a causa dell'abbassamento del suolo realizzato nel XIX secolo per consentire il raccordo con via San Lorenzo, e furono ricostruite da Orlando Grosso durante l'intervento del restauro da lui eseguito nel 1935. In precedenza il prospetto su via Tommaso Reggio presentava invece una facciata manierista realizzata dal Vannone nel XVI secolo, parzialmente demolita da Orlando Grosso per recuperare le sottostanti architetture medievali secondo i canoni restaurativi dell'epoca. I lavori di Grosso hanno anche comportato importanti lavori di consolidamento delle stanze interne, necessari in seguito all'indebolimento della facciata, e l'apertura di quadrifore in parte cieche in quanto non combacianti con le strutture interne.
In corrispondenza dell'intersezione tra via Tommaso Reggio e la salita dell'Arcivescovado è possibile notare due piccoli ponti sospesi, chiamati "pontini", che avevano la funzione di collegare gli appartamenti del doge del Palazzo Ducale con il palazzetto criminale e con la cattedrale, in modo che il doge e gli altri funzionari del palazzo potessero spostarsi senza bisogno di scendere in strada.

#### Le facciate manieriste
I prospetti su salita dell'Arcivescovado e su salita del Fondaco, rispettivamente a ovest e a nord del palazzo, conservano in gran parte le caratteristiche manieriste dei lavori eseguiti alla fine del XVI secolo dal Vannone. Essi presentano un'alta facciata liscia, priva di decorazioni e ricoperta da un intonaco chiaro, sulla quale si apre una serie di finestre, quasi tutte di forma rettangolare, osservando le quali è possibile ritrovare facilmente la posizione delle stanze interne. A metà del prospetto su salita del Fondaco si trovano tre ampie finestre ad arco, che individuano il pianerottolo in cima alla prima rampa delle scale che conducono al piano nobile. Ai lati di queste e a un'altezza maggiore altri finestroni ad arco si trovano in corrispondenza dei pianerottoli tra le seconde e le terze rampe dello scalone.

#### La facciata su piazza De Ferrari

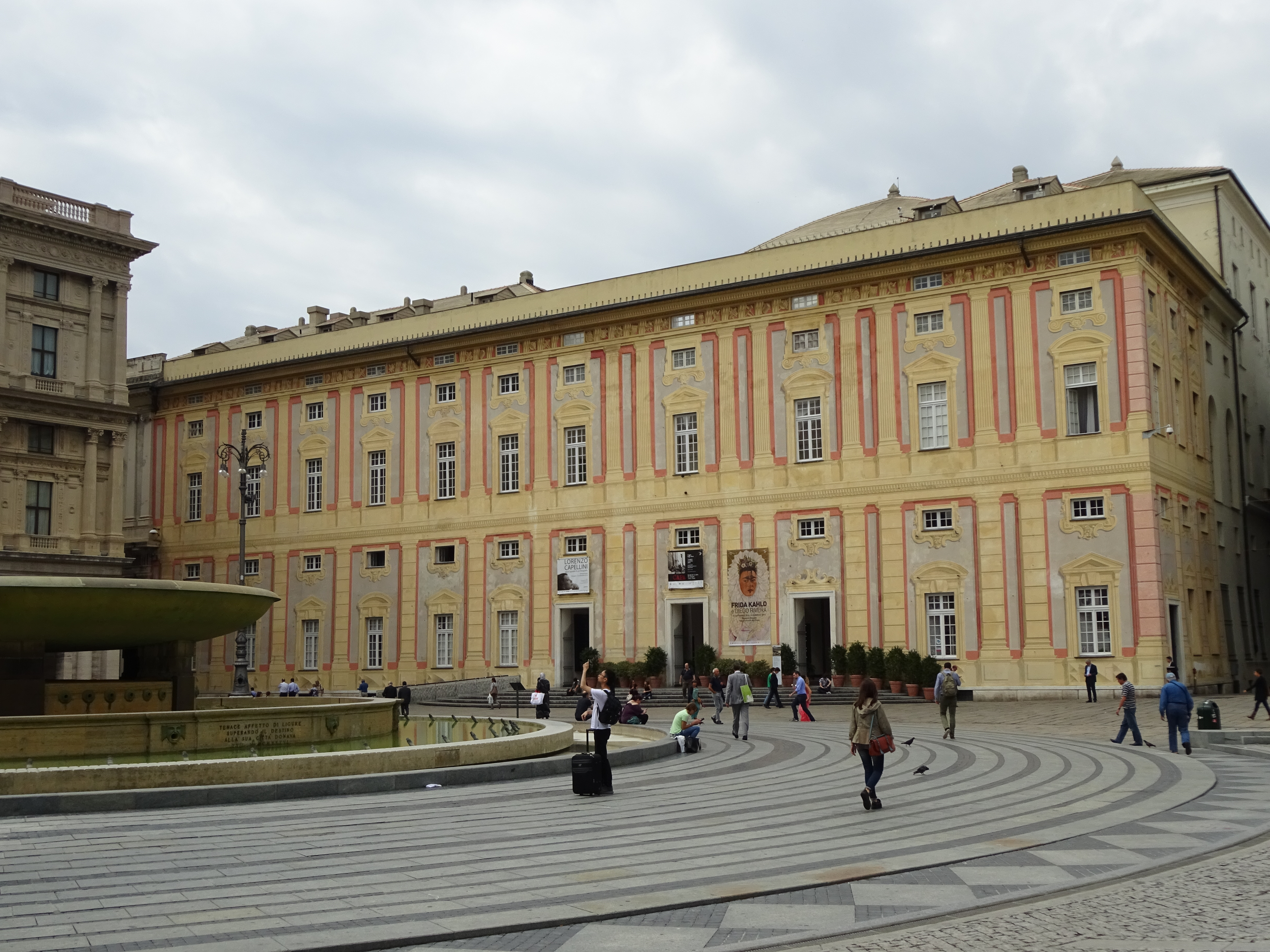
La facciata su Piazza De Ferrari

La facciata prima dei lavori di Orlando Grosso

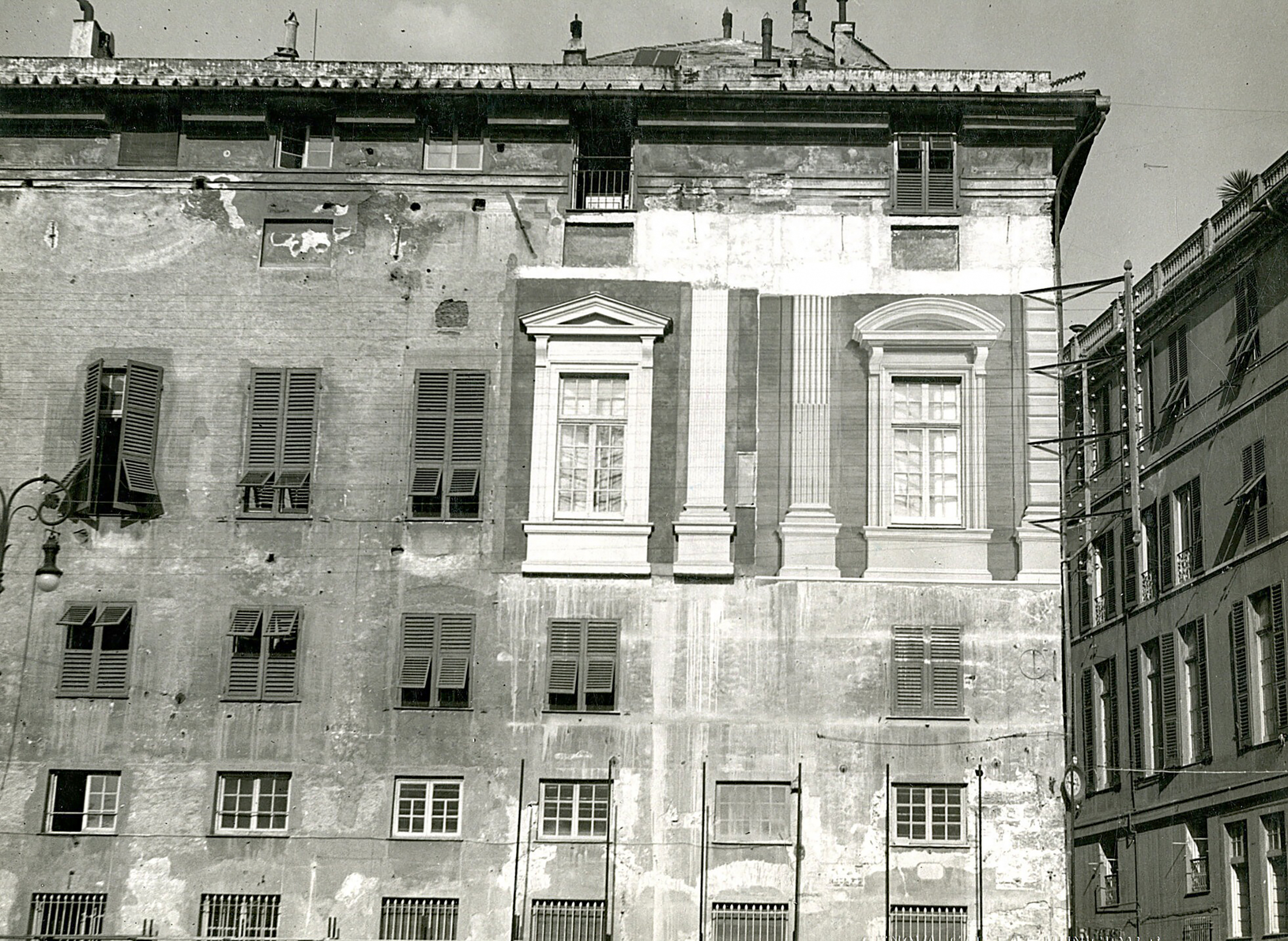
La facciata durante le prove di restauro (1934) con l'installazione di veri e propri decori a sbalzo in stucco e davanzali, al posto della meno sontuosa decorazione ad affresco

Il prospetto che si affaccia su piazza De Ferrari subì importanti modifiche durante i lavori di restauro eseguiti da Orlando Grosso nei primi decenni del XX secolo. Prima dei lavori di Grosso, si presentava come una facciata liscia intonacata, sulla quale erano visibili tracce di affreschi seicenteschi. Grosso rielaborò la facciata in stile classicista, regolarizzando le aperture e inserendole all'interno di uno schema di colonne e altri elementi architettonici dipinti. Furono inoltre aperte tre porte per collegare la piazza con il porticato interno del palazzo. Nel 1934, durante gli studi per l'intervento di restauro della facciata, da sempre meno ornata, il comune valutò e installò anche veri e propri decori a sbalzo in stucco in stile neoclassico, da utilizzare al posto della più economica e meno sontuosa affrescatura a trompe-l'œil nello stesso stile. Successivamente, tuttavia, prevalse la versione affrescata.
La facciata, terminata nel 1938, risultava in gran parte dilavata al momento del restauro del 1992. Durante tale restauro è stata ripristinata la decorazione di Grosso, spostando però verso l'alto le tre porte in modo da renderle alla stessa quota del cortile interno sul quale si affacciano. La facciata è organizzata su due livelli, scanditi da una decorazione pittorica. Al piano terra si trovano, oltre alle tre aperture sopracitate, sopraelevate rispetto alla piazza e raggiungibili tramite una breve scalinata, una serie di finestroni, sormontati ognuno da una finestrella. Il livello superiore riprende lo schema del piano terra, con una nuova serie di finestroni e di finestrelle.

#### La facciata su piazza Matteotti

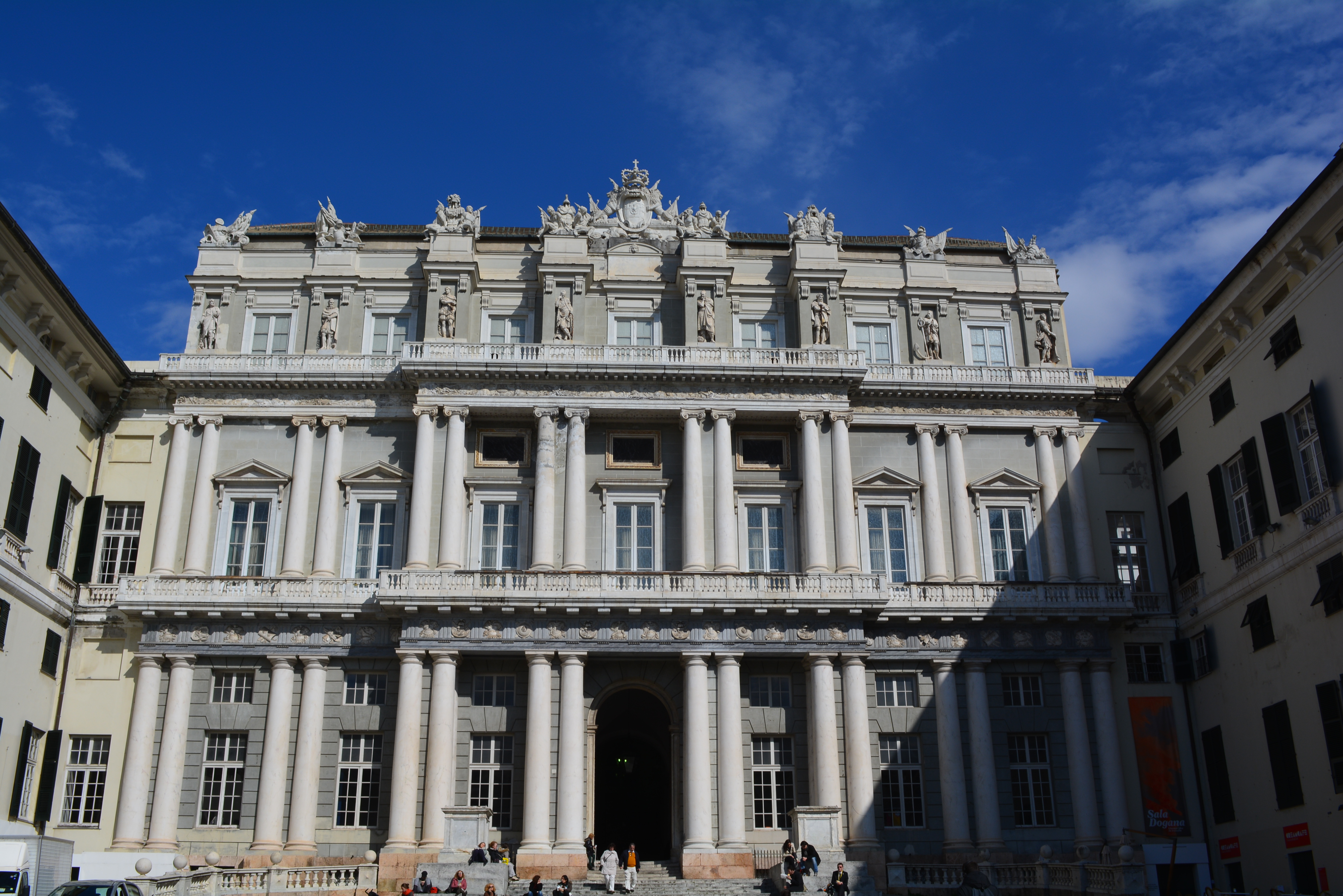
La facciata neoclassica su piazza Matteotti

Il prospetto sud-ovest del corpo centrale, che si apre su piazza Matteotti, presenta l'imponente facciata neoclassica ideata da Simone Cantoni in seguito all'incendio del 1777. Benché questo prospetto abbia rappresentato per secoli l'accesso principale al palazzo fino al 1834, esso era nascosto alla vista dalla cortina che chiudeva la piazza e iniziò ad affacciarsi verso la città solo in seguito al suo abbattimento.
Un visitatore del 1818 descrive in questo modo l'impressione che si ha della facciata dopo aver oltrepassato la cortina ed essere entrati nella piazza d'armi interna:
(Anonimo visitatore del 1818)
La facciata cantoniana è organizzata in altezza su tre livelli e presenta una rigida simmetria rispetto all'asse verticale che attraversa il portone d'accesso, accentuata dalla bicromia degli elementi in marmo e di quelli in stucco lucido.
Al livello inferiore sopra uno zoccolo di pietra rosa di Verezzi si alzano otto coppie di colonne sporgenti rispetto alla parete in finto bugnato realizzato in stucco lucido. Tra le colonne si aprono sei grandi finestre sormontate da altrettante finestrelle, che forniscono luce all'atrio interno, e al centro un imponente portone arcuato dotato di due ante ferrate chiodate. I caratteristici battiporta a forma di tritone furono rubati nel 1980 e sono stati sostituiti da copie.
Conduce verso l'ingresso una rampa d'accesso composta da una gradinata centrale in marmo, posta in asse con il portone, e da due rampe laterali in pietra e mattoni, chiuse sul lato esterno da una balaustra, che danno l'idea di racchiudere la gradinata al centro. Ai lati della scala marmorea si trovano due grandi basamenti in marmo che un tempo ospitavano due monumentali statue di Andrea Doria e di suo nipote Giovanni Andrea Doria. Le statue, realizzate rispettivamente da Giovanni Montorsoli nel 1540 e da Taddeo Carlone nel 1601, furono abbattute durante i moti del 1797 e dopo un restauro nel 2010 sono state ricollocate in cima alla prima rampa dello scalone che dall'atrio conduce al piano nobile. Sul basamento a ovest è stata collocata una lapide per ricordare lo studente greco Kōstas Geōrgakīs che si uccise davanti al palazzo nel 1970 per protestare contro l'allora situazione politica greca.

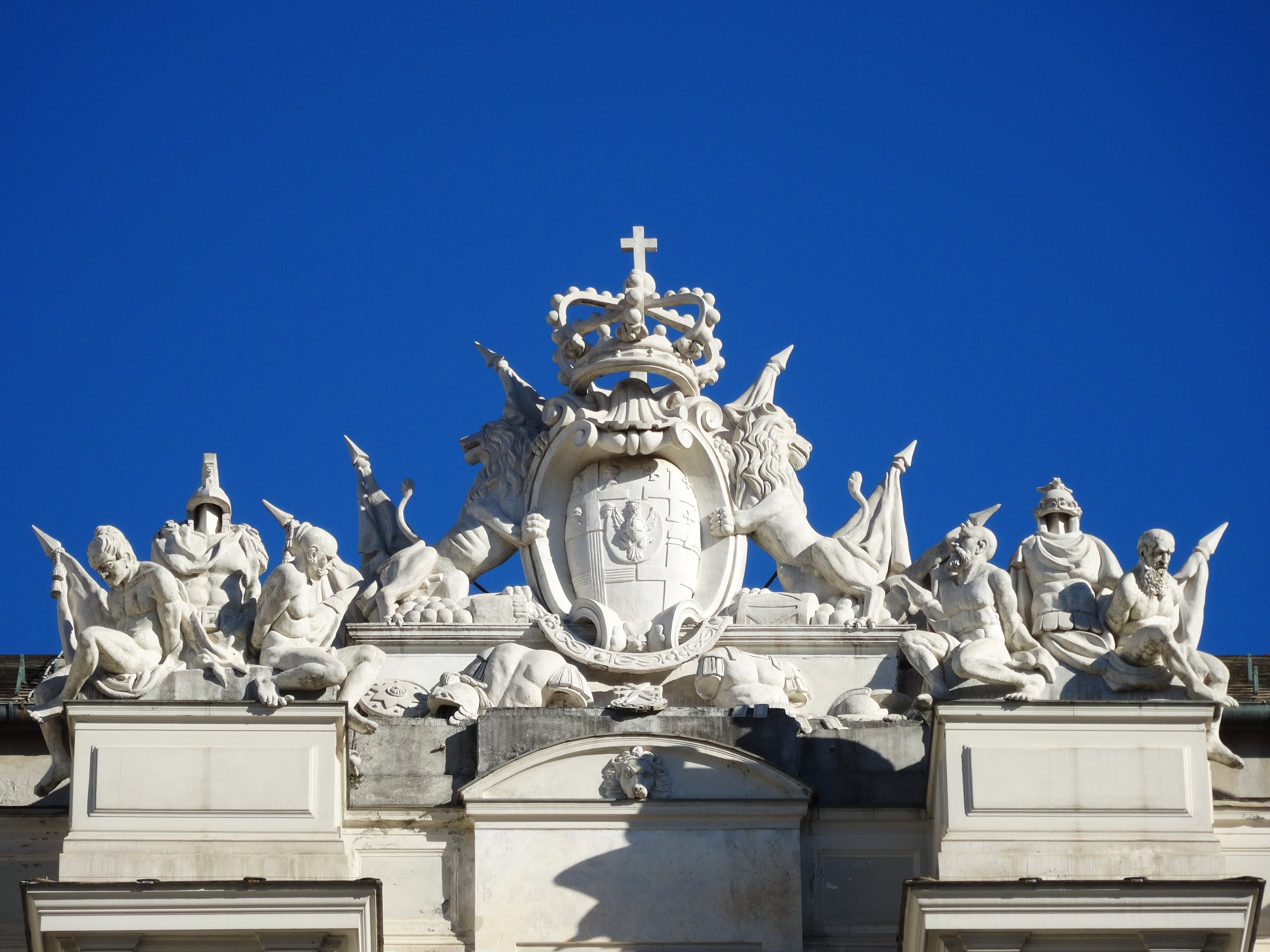
Particolare dello stemma del Regno di Sardegna posto sulla sommità della facciata dopo l'annessione di Genova

Il secondo livello orizzontale della facciata, corrispondente al piano nobile, è separato dal primo livello da un fregio e una cornice in marmo sormontati da una balaustra sempre in marmo e riprende gli elementi del livello inferiore, con le otto coppie di colonne sporgenti e le pareti in finto bugnato, il cui colore e profondità sono meno accentuati che nel piano inferiore per un migliore effetto prospettico. Nel progetto di Cantoni la serie di colonne doveva avere la duplice funzione di decorazione della facciata e di contrafforti per le strutture interne. Tra le colonne si aprono sette ampie finestre, le tre centrali sormontate da una finestrella cieca.
Il terzo livello, nuovamente separato dal precedente da fregio, cornice e balaustra in marmo, presenta in corrispondenza delle colonne inferiori una serie di otto lesene dotate di nicchie che ospitano altrettante statue e sormontate da gruppi scultorei al centro dei quali, in asse con il portone di ingresso, spicca lo stemma del Regno di Sardegna.

#### Le ali laterali
Le due ali che racchiudono a est e a ovest piazza Matteotti furono ristrutturate nel 1861 dall'ingegnere Ignazio Gardella senior, in seguito alla demolizione della cortina che chiudeva il lato meridionale del palazzo. I prospetti di testa delle due ali furono ricostruiti a imitazione della facciata del Cantoni, con un ampio zoccolo al di sopra dei quali si innalzano due ordini di colonne sporgenti, tra le quali spiccano le finestre e la parete in finto bugnato, mentre i prospetti laterali della ali verso piazza Matteotti sono semplicemente intonacati.

#### La torre Grimaldina

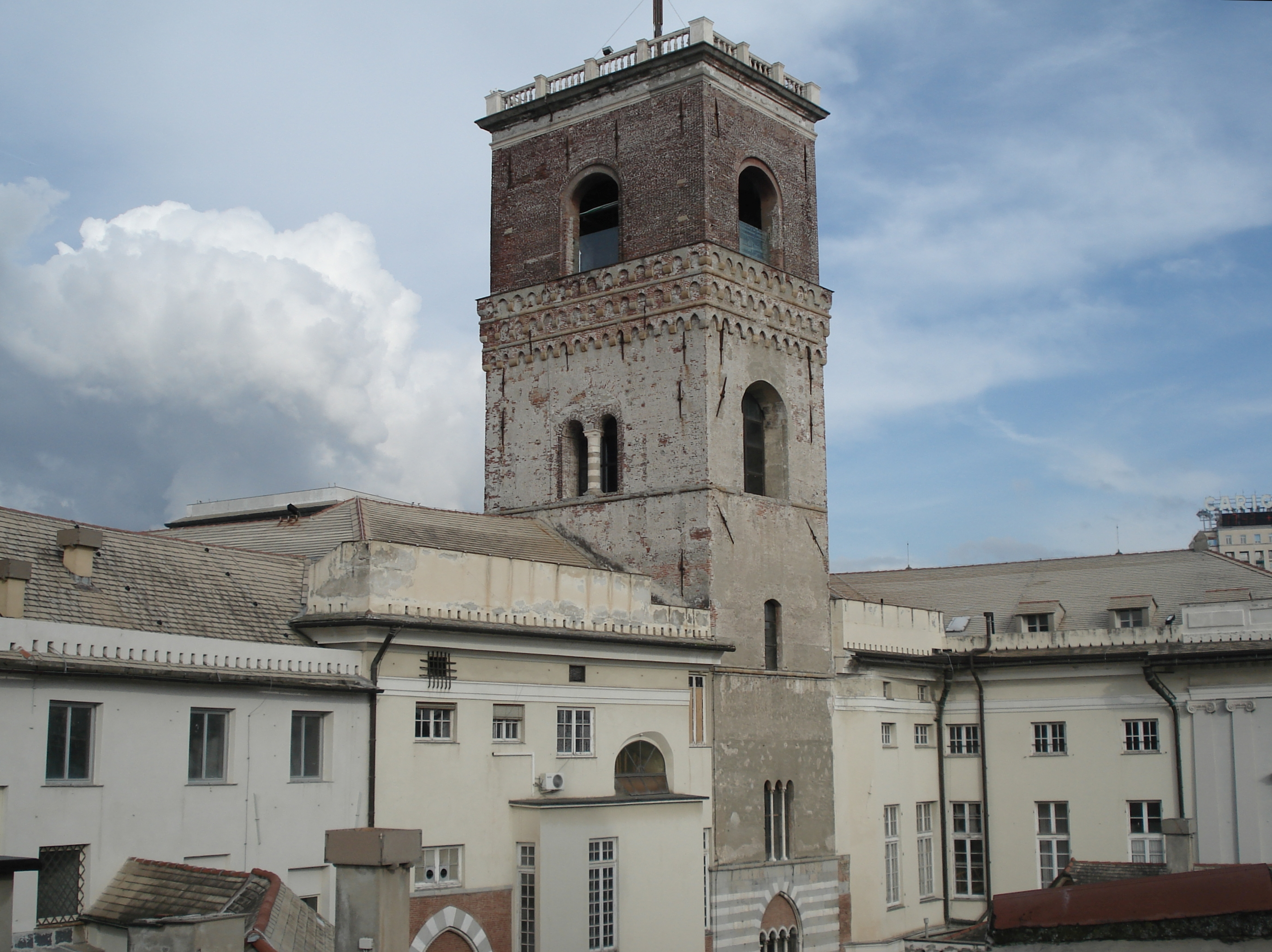
La torre Grimaldina

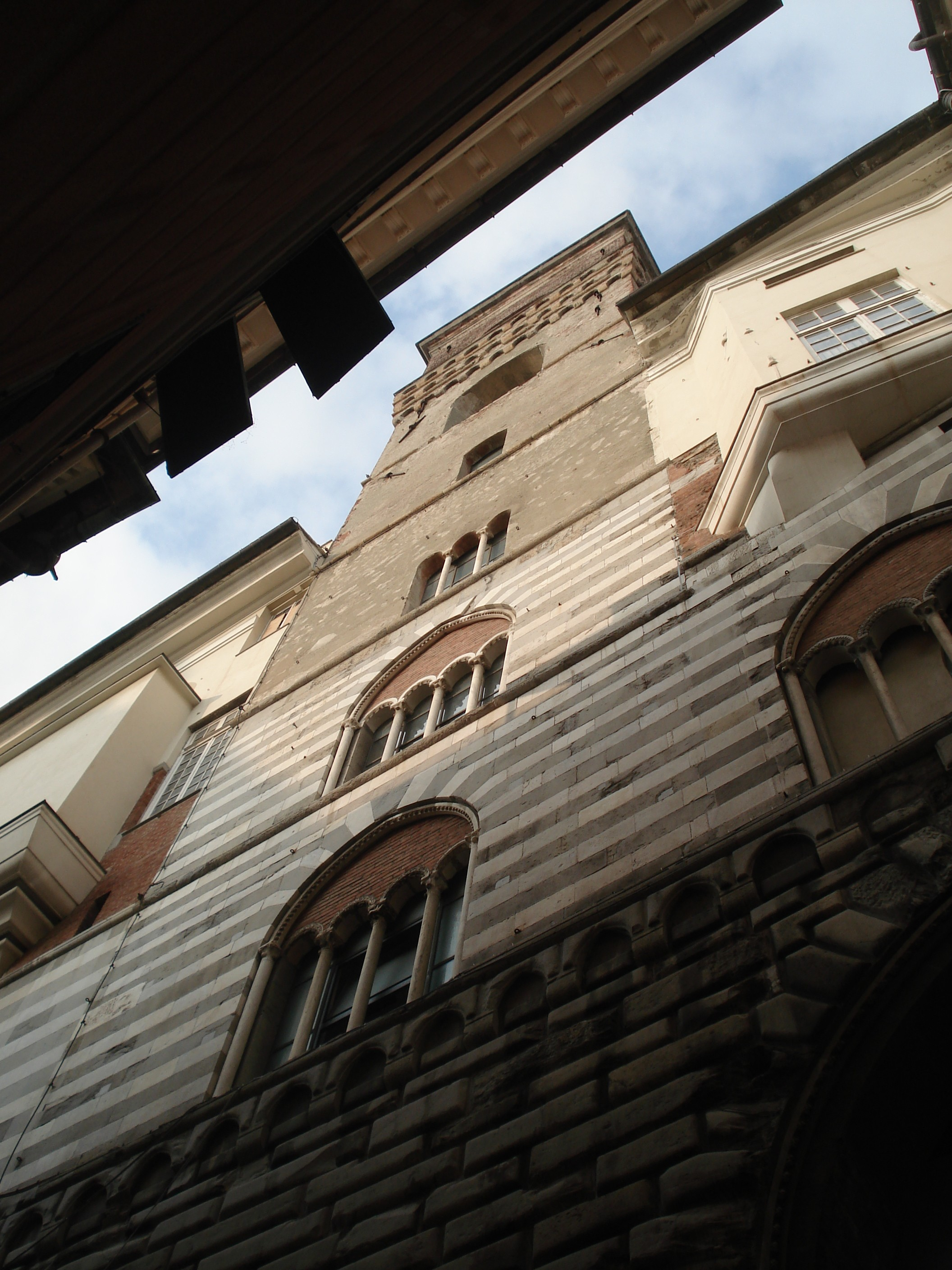
Base della torre

La torre Grimaldina, nel Trecento chiamata "torre del popolo" si innalza al di sopra della loggia degli abati, sul prospetto che affaccia su via Tommaso Reggio. La sua datazione precisa è incerta: secondo Orlando Grosso, che la ristrutturò agli inizi del XX secolo riportandola al suo probabile aspetto Trecentesco, la sua costruzione sarebbe compresa tra il 1298 e poco oltre il 1307; altri storici, come il Poggi, ipotizzano che si trattasse di una delle torri di difesa della cinta muraria del X secolo. Probabilmente la torre fu innalzata prima del 1291 e faceva già parte del palazzo Fieschi quando questo venne acquisito come sede dei capitani del Popolo nel 1294. Il nome Grimaldina potrebbe derivare dal nome di una delle celle che si trovavano al suo interno.
La torre è composta da sette piani, i quattro inferiori compresi all'interno di palazzo Fieschi mentre i tre superiori si innalzano al di sopra del palazzo. Il primo piano presenta il bugnato che ricopre tutto il livello inferiore del palazzo Fieschi e una recente finestra rettangolare. Il secondo piano, analogamente al resto del palazzo, mostra una decorazione a strisce bianche e nere e il medesimo motivo è ripreso al piano superiore. A questi due livelli si apre, sul prospetto su via Tommaso Reggio, una quadrifora, mentre il quarto piano, in mattoni a vista come i successivi, presenta una trifora. A partire dalla metà del quinto piano, sul quale si apre una monofora, la torre risulta libera dalla struttura del palazzo. Il sesto piano, mostra una grande monofora sul prospetto di via Tommaso Reggio e sugli altri tre lati una bifora. Esso è coronato da tre serie di archetti pensili risalenti al 1539, che separano la costruzione medievale dall'ultimo piano, innalzato agli inizi del XVII secolo. Fin dal Medioevo l'ultimo piano della torre ospitava una cella campanaria e diverse campane si susseguirono fino al 1941, quando durante la seconda guerra mondiale quella presente venne fusa per realizzare cannoni. Nel 1980 una nuova campana è stata realizzata e installata in cima alla torre a cura dell'Associazione A Compagna, come ricorda una lapide posta alla base della torre.

### L'interno

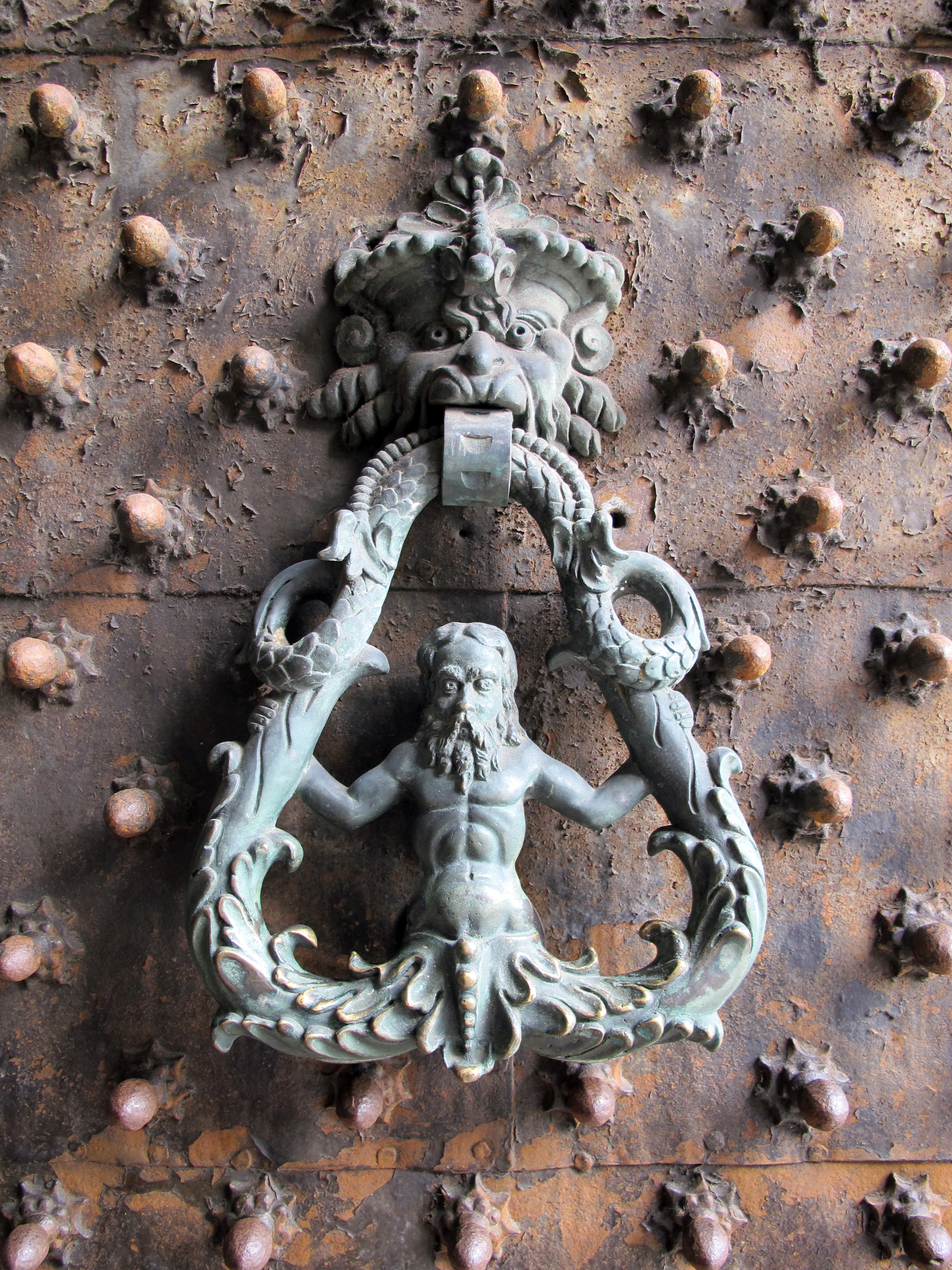
Particolare del portone

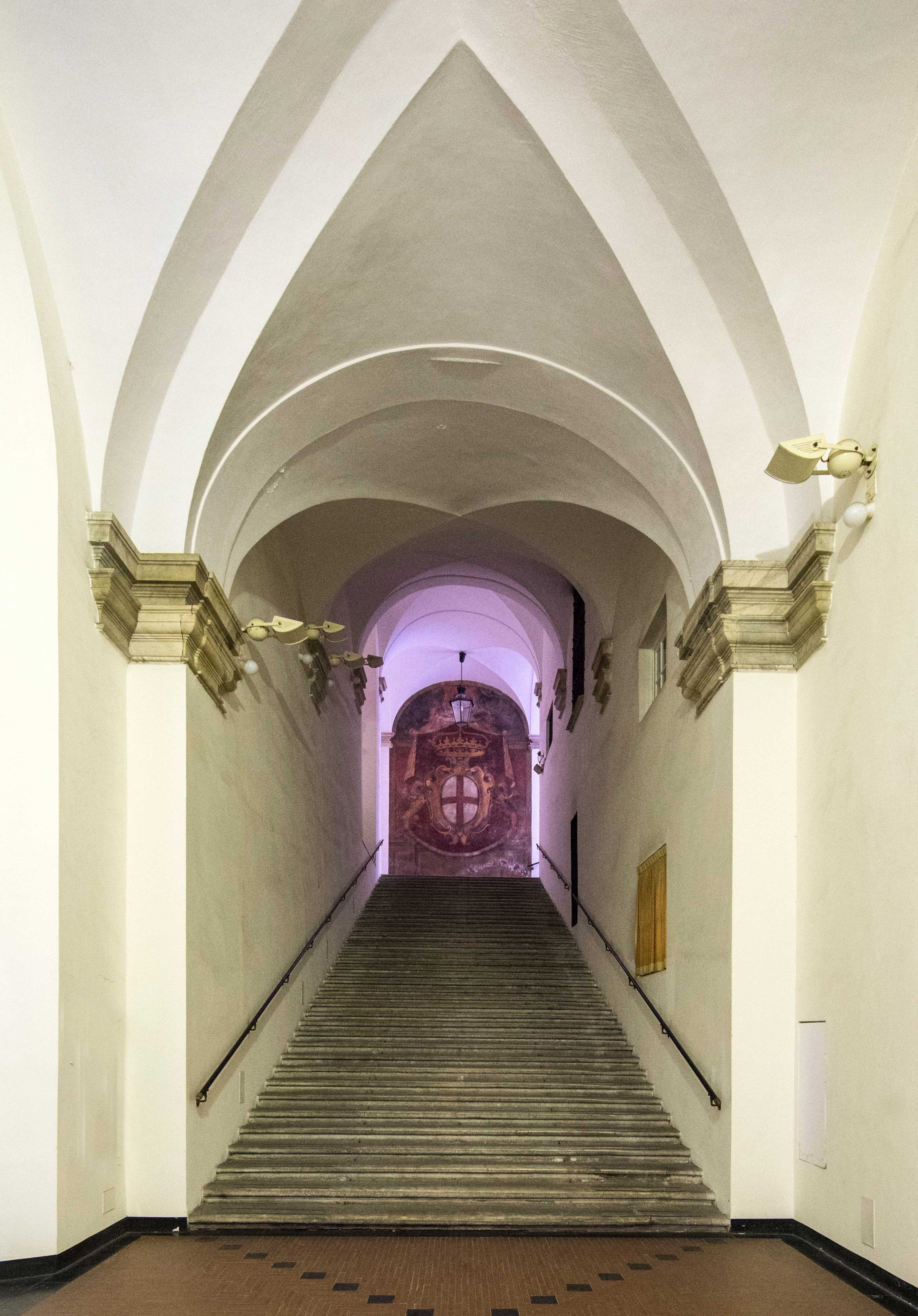
Lo scalone con lo stemma della Repubblica di Genova

Il principale ingresso verso l'interno del palazzo è rappresentato dal grande portone che si affaccia su piazza Matteotti e conduce all'atrio porticato realizzato dal Vannone. Da esso è possibile salire lo scalone in marmo che conduce al piano superiore o raggiungere a ovest il sistema di rampe che collega tutti i piani dell'edificio. Questa struttura, denominata "strada appesa", è stata progettata dall'architetto Giovanni Spalla durante il restauro nel 1992 e collocata negli ambienti danneggiati durante i bombardamenti del 1942. Essa si presenta come una scala elicoidale in acciaio sorretta da un sistema di tiranti collegato a una trave reticolare e si sviluppa lungo tutti i quaranta metri di altezza dell'edificio permettendo l'accesso ai vari livelli, dal piano interrato della cisterna maggiore fino alle carceri e alla torre Grimaldina.

#### I piani interrati
Scendendo lungo la "strada appesa" si raggiungono i due livelli inferiori del palazzo, posti al di sotto del piano dell'atrio voltato. Il più profondo dei due livelli prende il nome dalla "cisterna maggiore", l'ambiente più notevole di questo piano recuperato durante il restauro del 1992. Si tratta di un'ampia sala, posta in corrispondenza del cortile maggiore del piano terra, sormontata da volte a crociera che poggiano su otto pilastri in pietra. Originariamente era la maggiore delle tre cisterne d'acqua del palazzo, disposta in modo da raccogliere le acque del soprastante cortile maggiore, e insieme alle cisterne poste sotto il cortile minore e sotto la piazza d'armi doveva garantire l'approvvigionamento idrico del palazzo in caso di assedio. Il restauro di questo ambiente e degli altri locali del piano ha anche permesso alcune importanti scoperte archeologiche sulla storia del palazzo, come resti di edifici medievali inglobati nella mura del palazzo cinquecentesco e le fondamenta di un grande torrione bassomedievale del quale si ignorava l'esistenza.
Salendo di un piano ci si trova al livello di piazza Matteotti e nel piano al di sotto dell'atrio e dei porticati. Si trovano qui le stanze dell'antico palazzo del Comune e del palazzo degli abati, del quale sono visibili le arcate della loggia da salita dell'Arcivescovado. In corrispondenza della sottostante cisterna maggiore e proprio al di sotto del cortile maggiore si trova la "sala del monizioniere", un'ampia sala con volta a crociera sorretta da otto pilastri in pietra, realizzati in corrispondenza dei pilastri del piano sottostante. I pilastri sono sormontati da capitelli di diversa forma, che il Vannone riutilizzò recuperando il materiale proveniente dalla demolizione delle strutture medievali. Questo locale era in origine utilizzato come magazzino non solo per armi e munizioni, da cui deriva il suo nome, ma anche per olio, vino, legname, come stalla e come rimessa per lettighe e portantine.
A fianco della sala del monizioniere e al di sotto dell'atrio voltato si trovano le stanze del sottoporticato, anch'esse voltate a crociera e sorrette da pilastri in pietra. Come la sala precedente questi spazi erano in origine utilizzati come magazzino per tutto ciò che poteva essere utile per garantire l'autonomia del palazzo in caso di assedio e in seguito al restauro del 1992 sono utilizzati come spazi espositivi per mostre e manifestazioni. I locali sono raggiungibili, oltre che tramite la "strada appesa", attraverso delle porte che aprono direttamente su piazza Matteotti.

#### Il piano terra e i cortili

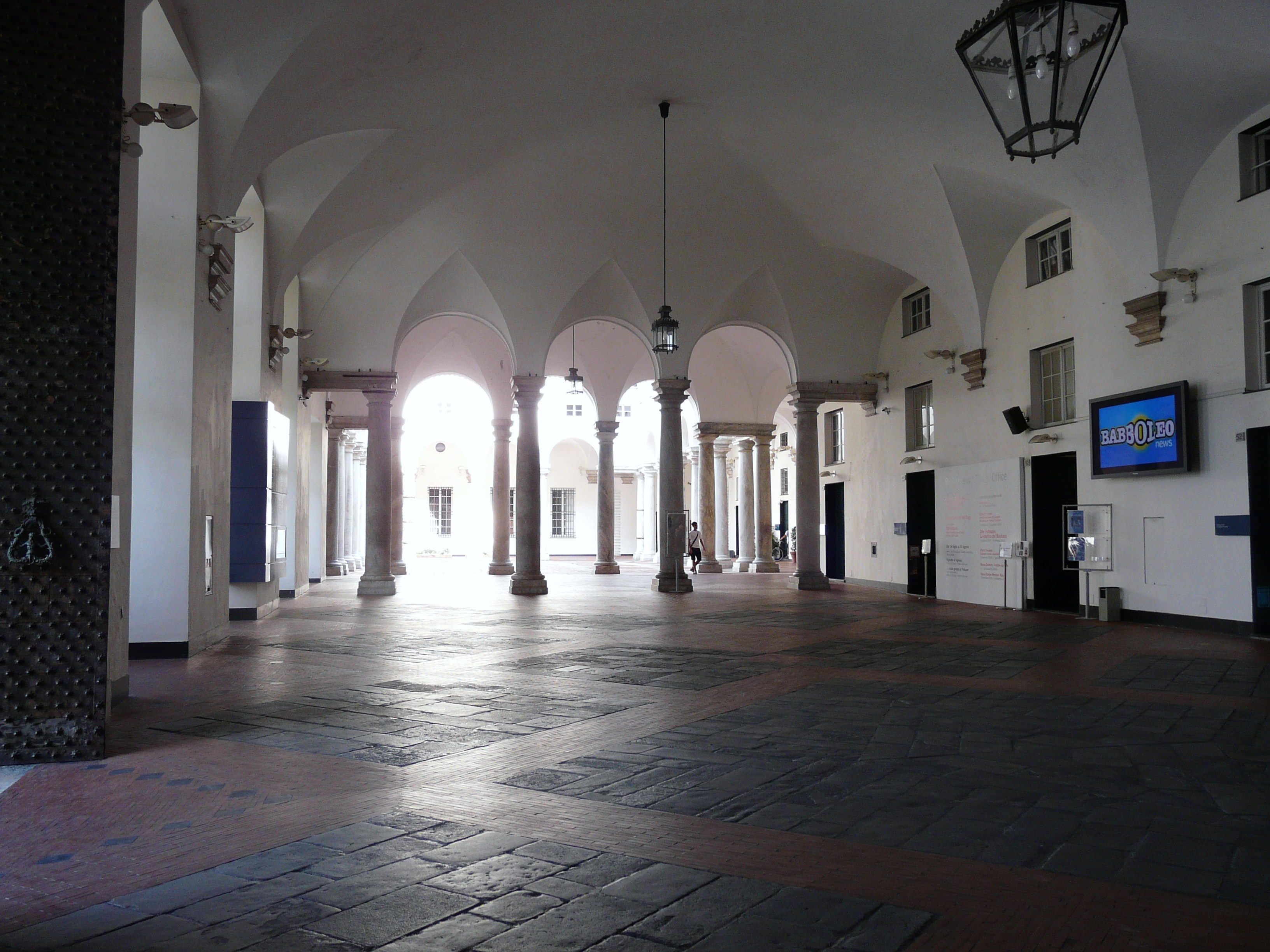
L'atrio del Vannone

L'ambiente più notevole del piano terra è il grande atrio voltato, realizzato dal Vannone alla fine del XVI secolo, sotto il quale ci si ritrova dopo aver varcato il grande portone che affaccia su piazza Matteotti. Si tratta di uno spazio di 43 metri di lunghezza e 17 di larghezza, coperto da una volta a padiglione intonacata di bianco sorretta alle estremità da una fila di quattro colonne che rimanda l'idea di una vela gonfiata dal vento.
Per sostenere la volta il Vannone utilizzò un'intelaiatura di tiranti in ferro, invisibile ai visitatori in quanto coperta dai mattoni, costituita da « un'asta orizzontale tangente al colmo dell'estradosso e da due aste diagonali di irrigidimento fissate all'imposta della volta ». Questa tecnica delle "chiavi nascoste" fu utilizzata dal Vannone anche in altri ambienti del palazzo.

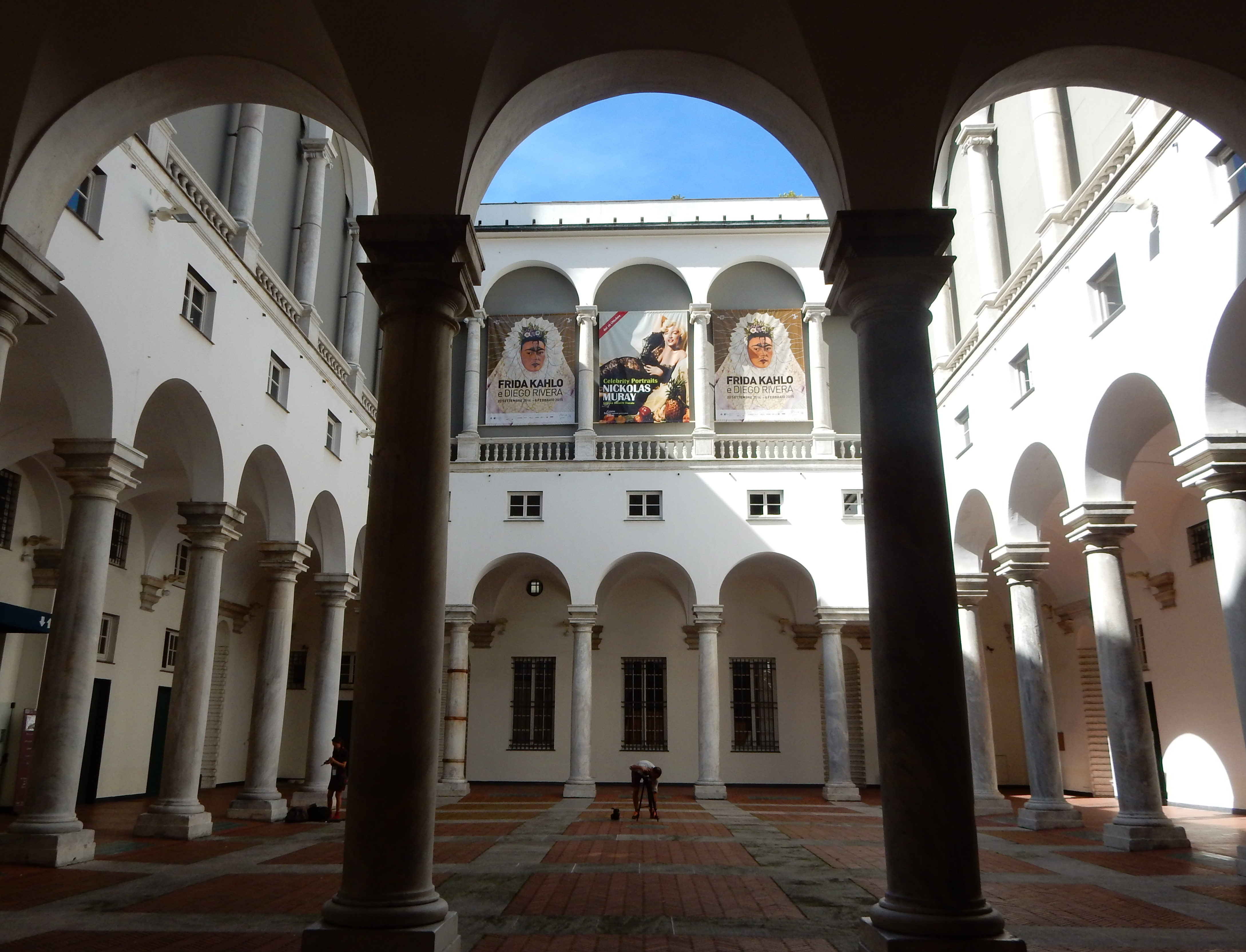
Il cortile maggiore

A est e a ovest l'atrio voltato è affiancato da due cortili a cielo aperto, denominati rispettivamente cortile minore e cortile maggiore, realizzati anch'essi in stile manierista dal Vannone.
Il cortile maggiore, a ovest, è situato al di sopra della cisterna maggiore e della sala del monizioniere, ricalcandone la forma e le dimensioni, ed è circondato su tre lati da un porticato voltato a botte sorretto da una serie di colonne terminanti con capitelli di ordine dorico. Agli angoli del porticato è presente un sistema di tre colonne collegate tra loro da un architrave che sorregge la soprastante volta a botte. Il restauro del 1992 ha portato alla luce, alle spalle delle colonne d'angolo, una serie di nicchie ad abside che erano state murate nel corso dei secoli. Al piano superiore è presente un loggiato che riprende la struttura del porticato sottostante, comprese le nicchie e le colonne architravate negli angoli, con la differenza che le colonne terminano con capitelli ionici anziché dorici.

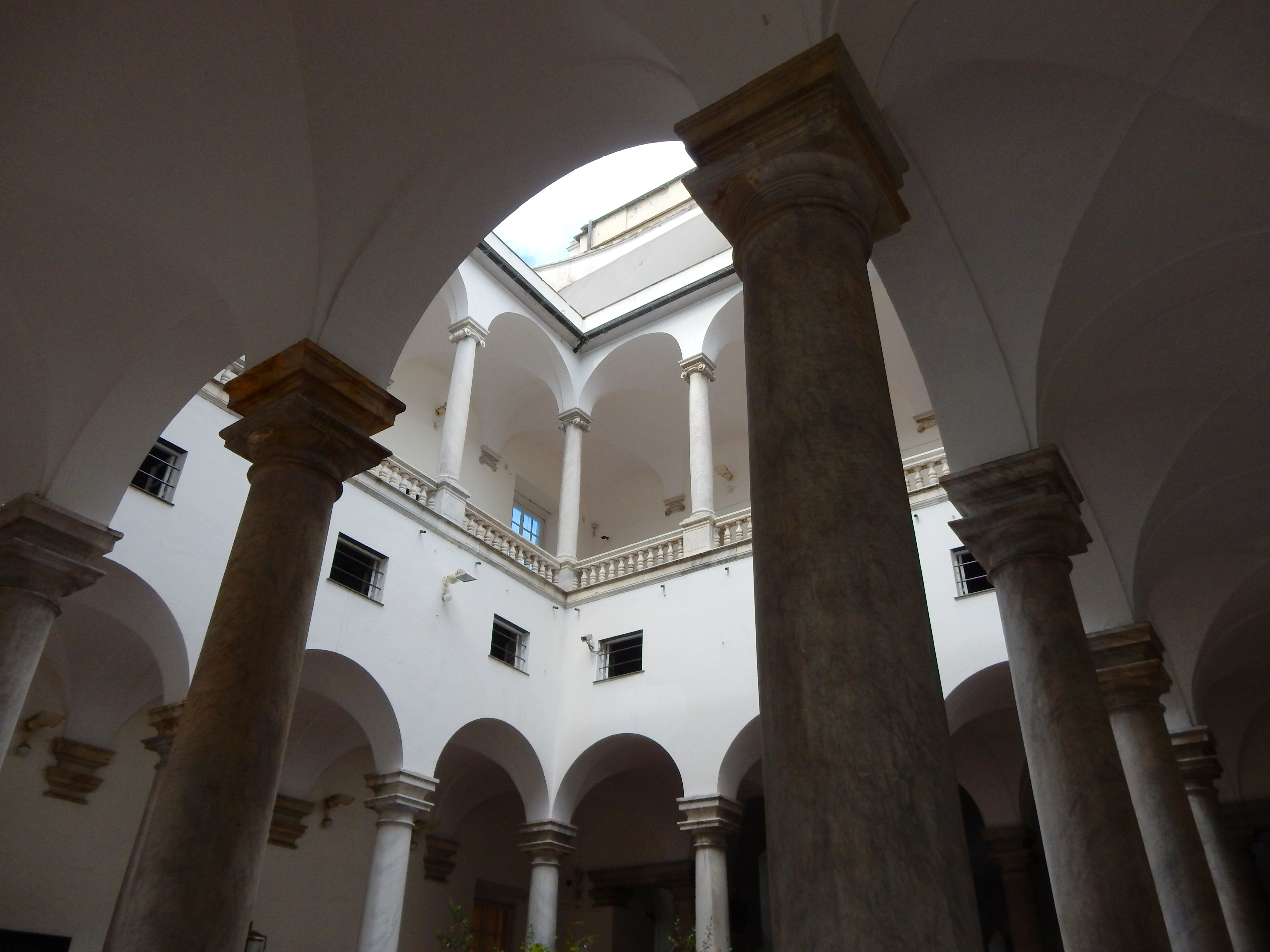
Il cortile minore

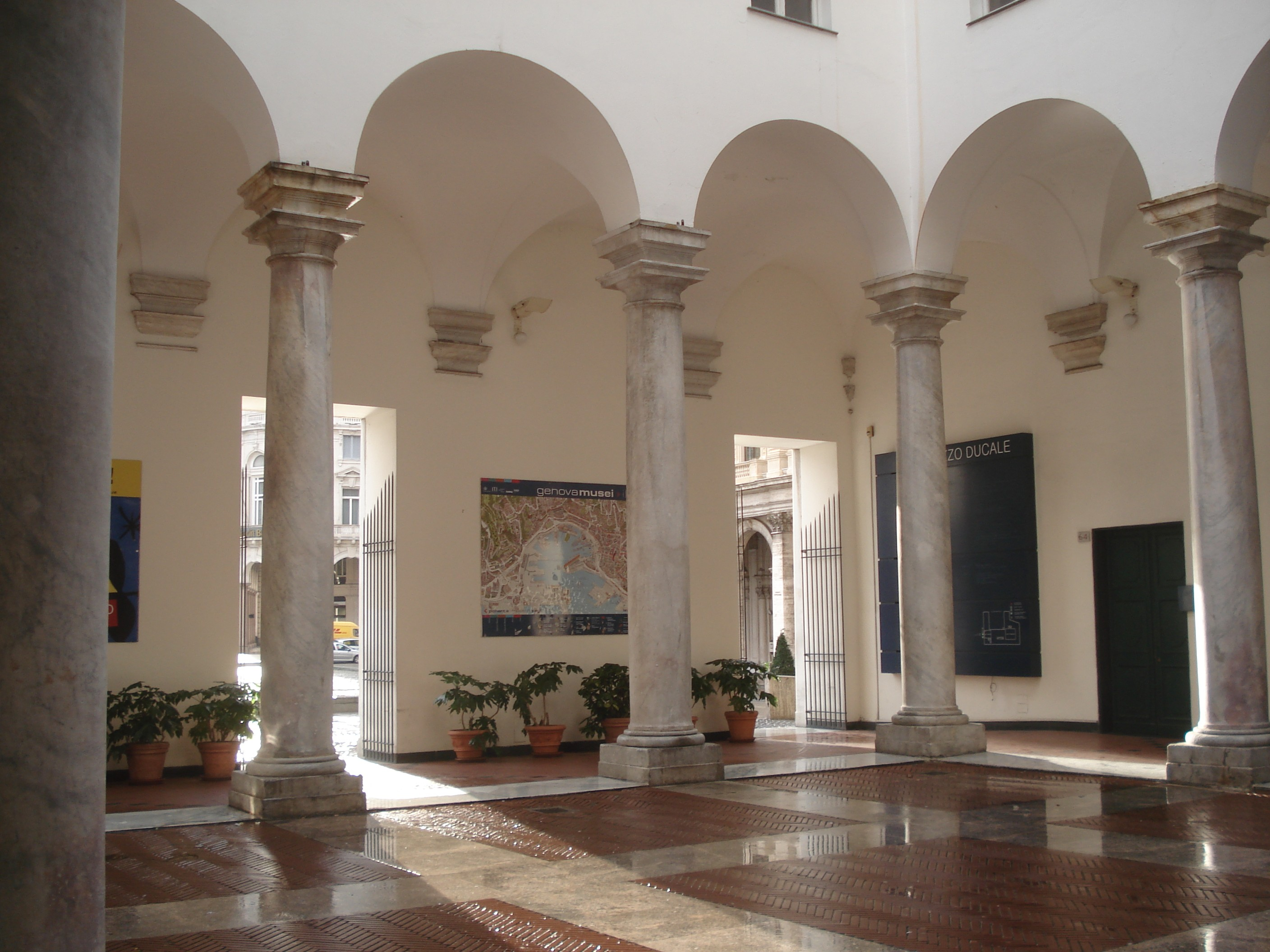
Il cortile minore

Il cortile minore, a est, di forma quadrata, è a sua volta circondato su quattro lati da un porticato sorretto da colonne doriche, le quali formano con quelle dell'atrio voltato e del cortile maggiore, poste in asse le une con le altre, un effetto prospettico di particolare impatto.
Durante il restauro del 1992 il piano di calpestìo del cortile è stato traslato verso l'alto, in modo da riportarlo allo stesso livello del resto del piano terra. Ciò ha comportato l'eliminazione di alcuni gradini inseriti da Orlando Grosso nel 1935, quando furono aperte le tre porte che collegano direttamente questo ambiente con piazza De Ferrari e ha permesso la ricostruzione delle volte del deambulatorio della cisterna sottostante, che erano state demolite durante i lavori di realizzazione delle nuove aperture. Le aperture verso piazza De Ferrari sono a loro volta state traslate verso l'alto ed esternamente è stata realizzata una scalinata di raccordo con il livello della piazza.
La pavimentazione dei due cortili, ricostruita durante il restauro sulla base di tracce della pavimentazione originale vannoniana, è formata da una griglia di lastre di pietra di Finale che collegano tra di loro le colonne del porticato, entro la quale sono racchiusi dei campi in mattoni in cotto disposti a lisca di pesce. La pavimentazione dell'atrio voltato è stata ricostruita recuperando parte della pavimentazione precedente in ardesia e alternandola a mattoni in cotto realizzando un motivo geometrico che riprendesse quello della volta soprastante. Tra le colonne del cortile maggiore è possibile notare dei lucernai che permettono alla luce solare di raggiungere la sottostante sala del monizioniere.
In origine gli ambienti dell'atrio e dei cortili erano utilizzati sia come elemento del percorso cerimoniale che partiva dalla "cortina" che chiudeva la piazza e terminava con lo scalone che conduce al piano nobile, sia come luogo di incontro per trattative politiche e incontri burocratici. Nelle stanze intorno ai cortili si trovavano gli uffici di diverse magistrature della Repubblica genovese, come la Magistratura degli Inquisitori di Stato o il Corpo di Città. I cittadini avevano anche la possibilità di presentare delle denunce anonime depositando un biglietto in una buca ancora visibile nel porticato del cortile minore.
La riapertura al pubblico del palazzo dopo il restauro ha cercato di restituire all'atrio voltato la sua funzione originaria di piazza coperta, utilizzando gli spazi intorno a esso per attività commerciali e culturali, come la biglietteria del palazzo, due librerie, un caffè, una sede della Società ligure di storia patria dotata di una ricca biblioteca specializzata e alcuni laboratori didattici.

#### Il primo piano

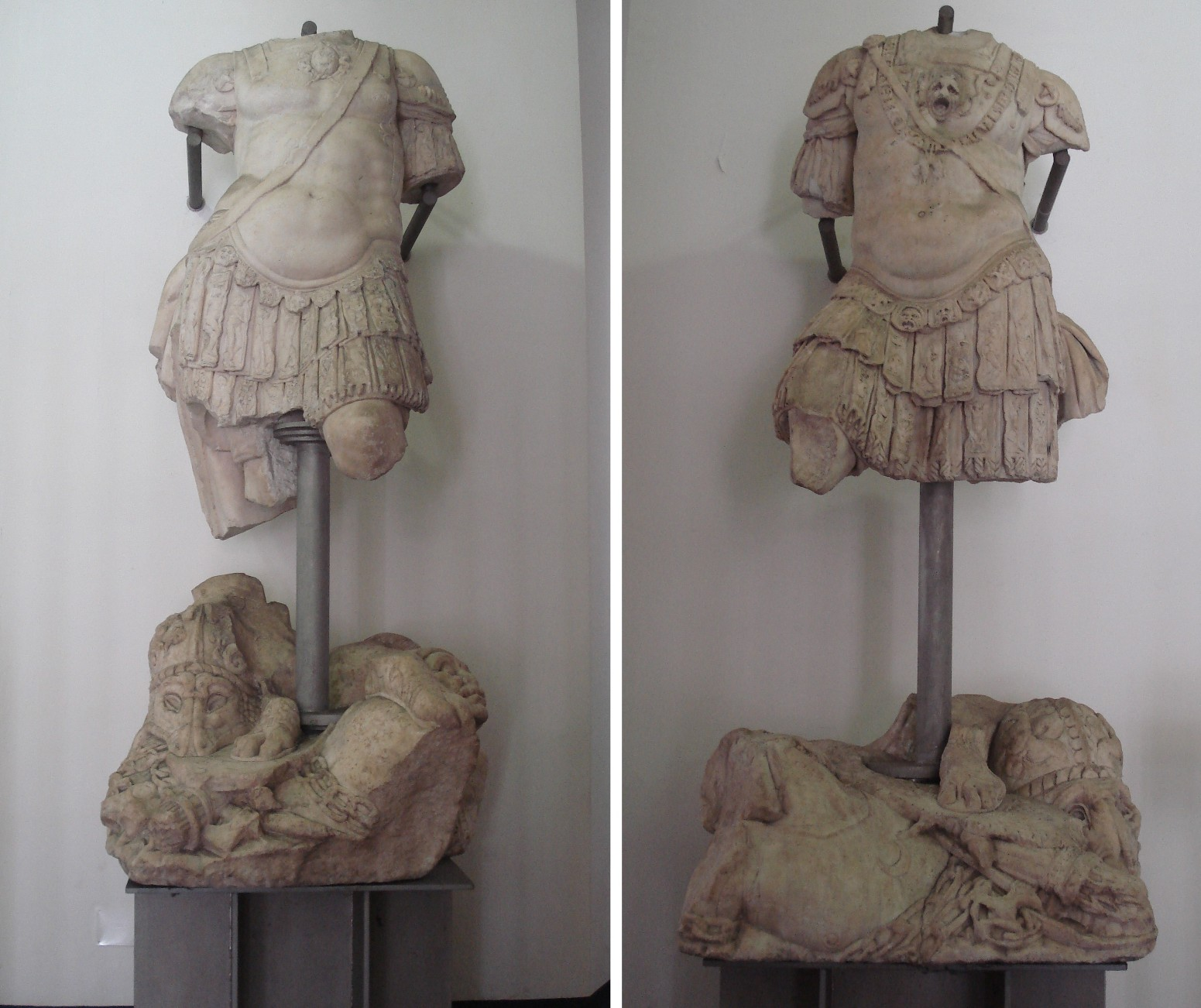
I resti delle statue di Andrea Doria (sulla destra) e Giovanni Andrea Doria (sulla sinistra)

Al centro dell'atrio voltato, di fronte al portone d'ingresso, parte lo scalone dogale che conduce al piano superiore. Lo scalone, opera del Vannone, è composto da una prima rampa di scalini di marmo larghi e bassi che, una volta raggiunto il ballatoio, si divide in due rampe simmetriche che conducono al corpo est e al corpo ovest del palazzo.
Sul ballatoio in cima alla prima rampa dello scalone sono state collocate le statue di Andrea Doria e di Giovanni Andrea Doria che in origine si trovavano sui due piedistalli ai lati della scalinata di ingresso al palazzo su piazza Matteotti.

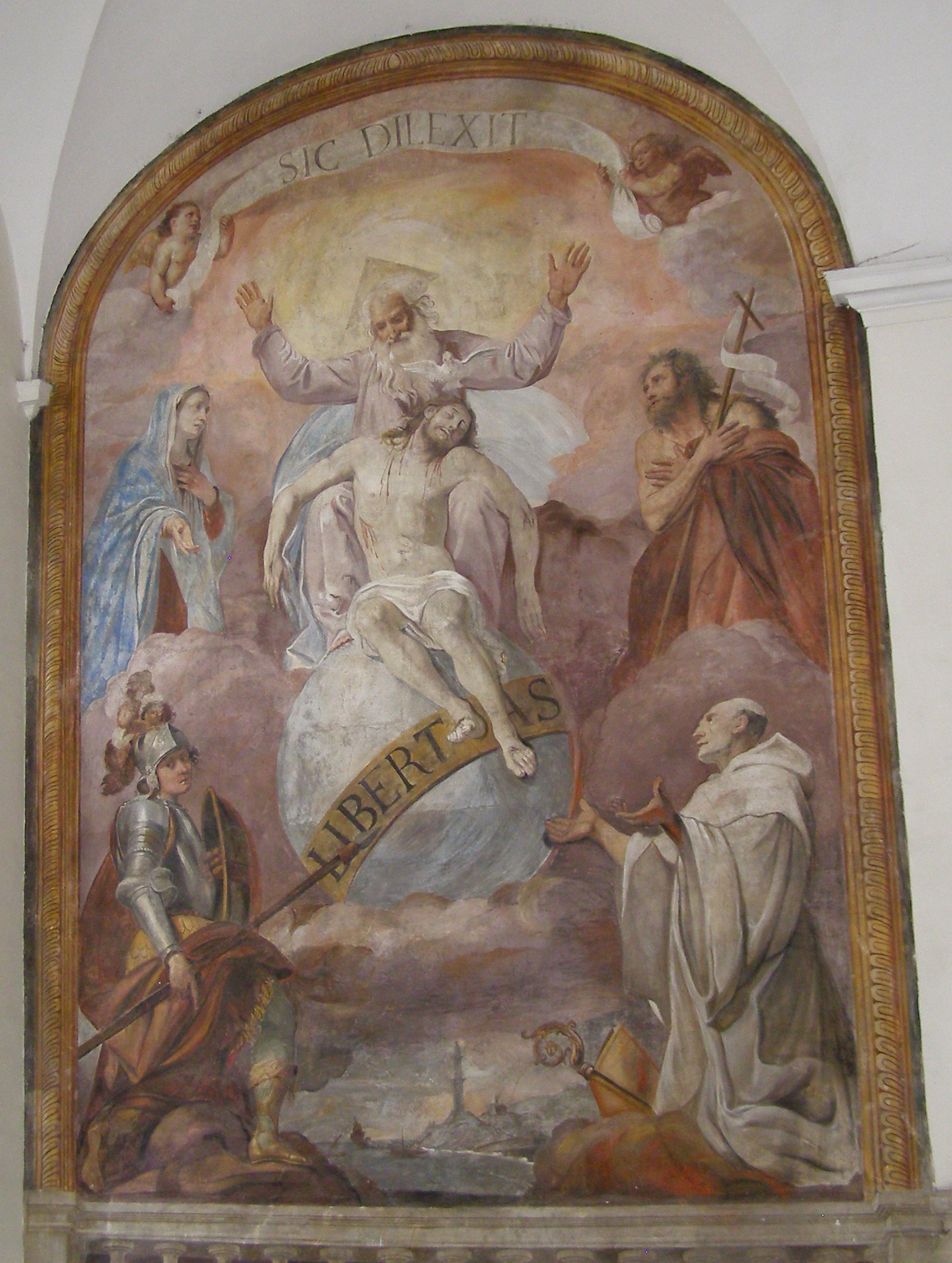
La Vergine e i Santi patroni di Genova che intercedono presso la Trinità

La rampa di destra conduce al loggiato posto sopra il cortile minore, del quale riprende la forma e la posizione delle colonne le quali, come nel caso del loggiato sopra il cortile maggiore, terminano con capitelli ionici anziché dorici. Da qui si può accedere allo spazio un tempo occupato dalla sala d'armi, posta lungo l'ala est del palazzo. Questi ambienti erano uniti alla cortina che chiudeva la piazza ed erano inoltre collegati alla vicina chiesa del Gesù tramite un pontino aereo, abbattuto durante i moti del 1848. Con l'annessione della città al Regno di Sardegna l'armeria venne trasformata in sale riunioni, andate distrutte durante i bombardamenti del 1944. In seguito al restauro del 1992 gli spazi ospitano le sale dell'Archivio Storico del Comune di Genova.
In cima alla rampa di scale di destra si trova un maestoso stemma della Repubblica di Genova, opera di Domenico Fiasella, come conferma una ricevuta di pagamento datata 1638. A Fiasella è attribuito anche l'affresco raffigurante La Vergine con i Santi Giovanni Battista, Giorgio e Bernardo che intercedono presso la Trinità per la città di Genova che si trova in cima alla rampa di sinistra dello scalone. Questo secondo affresco fu commissionato intorno al 1630 come ringraziamento per la vittoria del 1625 di Genova contro il ducato di Savoia ed è visibile solo mentre si scende lungo lo scalone.
Giunti in cima alla rampa di sinistra si raggiunge il loggiato posto sopra il cortile maggiore, sul quale si aprono quelli che erano gli ambienti più prestigiosi del palazzo: i saloni del Maggior Consiglio e del Minor Consiglio, gli appartamenti del doge e la cappella dogale.

##### L'appartamento del doge
Le quattro tele delle virtù cardinali, collocate nella sala d'angolo dell'appartamento dogale a partire dalla sua decorazione nel 1771, furono realizzate nella prima metà del XVII secolo forse per il salone del Maggior Consiglio. I soggetti delle tele, tutti carichi di simbologie, sono una metafora delle qualità che il governo della repubblica doveva possedere: comandare con forza accompagnata da prudenza e temperanza avrebbe assicurato la giustizia per i cittadini. La Fortezza, dipinta da Andrea Ansaldo intorno al 1630, mostra una figura femminile con indosso una corazza e in mano un ramo di quercia (simbolo rispettivamente della forza fisica e spirituale) e con a fianco un leone. La Giustizia di Giovanni Andrea De Ferrari, databile intorno al 1620, è raffigurata secondo la simbologia comune al tempo e il dipinto è la copia quasi speculare di un'altra tela attribuita nello stesso periodo allo stesso artista. La figura femminile in armatura regge in mano una spada e una bilancia e sulle ginocchia in tomo con il motto Inconcussa vigeat, mentre alle sue spalle e ai piedi vi sono simboli di pace a abbondanza come la cornucopia ricolma di frutta, una pistola schiacciata sotto il piede e un agnello. A De Ferrari è attribuita anche la Temperanza; l'opera è datata 1651 ma la critica la colloca tra il 1620 e il 1630 e la data erronea potrebbe dipendere dal fatto che la parte inferiore della tela è stata ridipinta in epoche successive. Vi è raffigurata una figura femminile, vestita sobriamente, che versa una brocca d'acqua, simbolo di semplicità e trasparenza. La Prudenza fu dipinta da Domenico Fiasella intorno al 1630 e raffigura un'enigmatica figura femminile bifronte che si guarda allo specchio. Nel realizzarla Fiasella probabilmente seguì fedelmente l'iconografia del periodo, nella quale i due volti simboleggiavano la circospezione e la lungimiranza tipiche di chi è prudente.

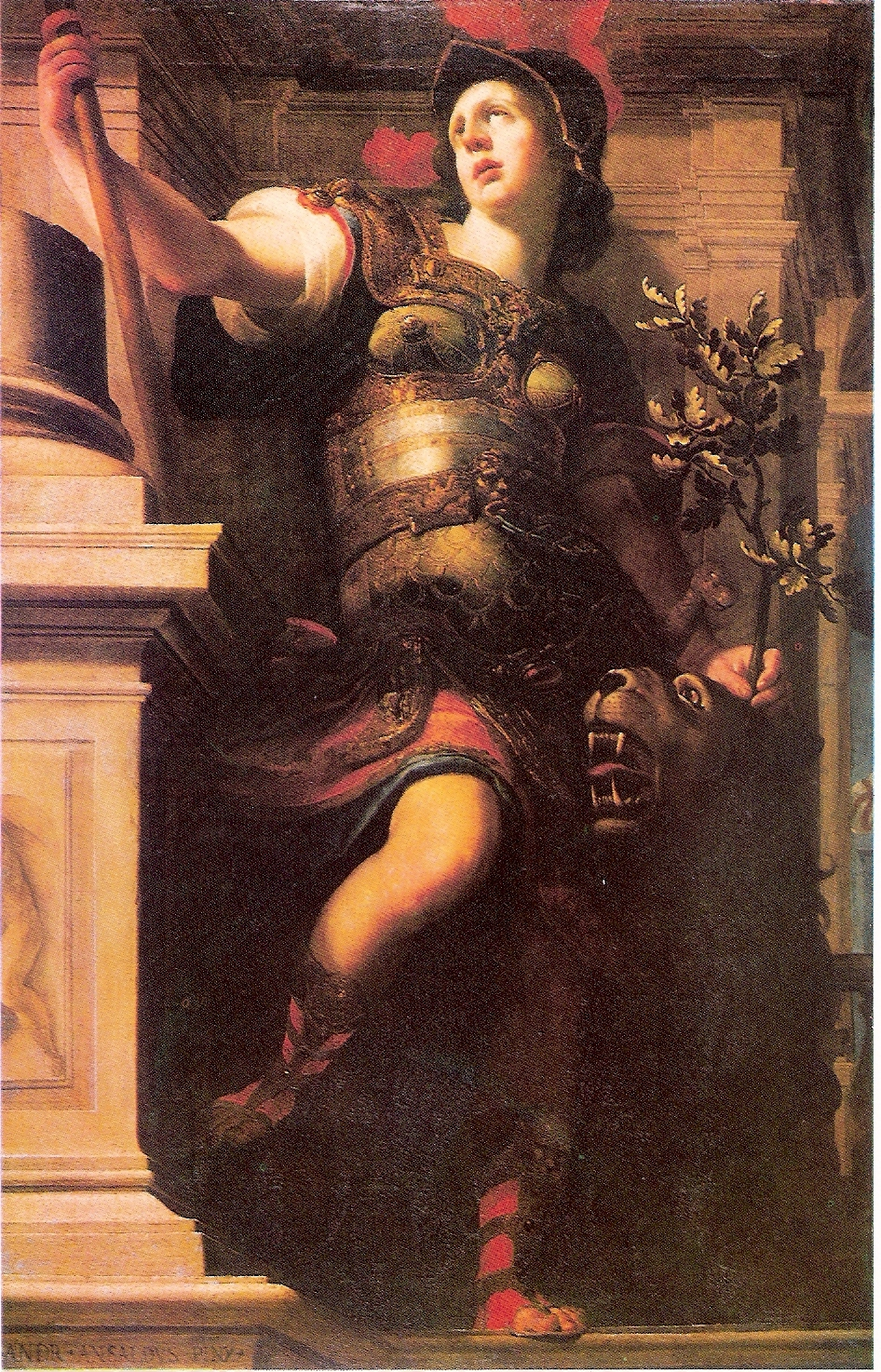
La Fortezza, di Andrea Ansaldo

I lati nord e ovest del piano nobile, tutto intorno al loggiato, sono occupati dalle stanze dell'appartamento dogale. A partire dal 1528, con l'introduzione del mandato biennale, i dogi erano infatti obbligati a dimorare all'interno del palazzo per l'intero periodo della propria carica. L'appartamento tardo cinquecentesco è composto da una serie di stanze comunicanti una con l'altra in successione, riccamente decorate in stile rococò nelle prime sale e neoclassico in quelle successive.
La prima sala, sul lato nord vicina all'arrivo dello scalone, è decorata con tappezzerie originali in carta stampata. Sulla parete di sinistra era presente una porta, in seguito murata, che conduceva a una scala tramite cui raggiungere il piano ammezzato sottostante. In quei locali, che si sviluppano lungo i lati a nord, ovest e sud del cortile maggiore, si trovavano altre stanze dell'appartamento del doge, considerate più intime e più confortevoli durante i mesi più caldi o più rigidi grazie alle spesse pareti; vi si trovavano inoltre le cucine e gli alloggi del personale di servizio del palazzo, come l'armaiolo, il guardiano della torre, gli uscieri e i portaordini. In seguito al restauro del 1992 nel mezzanino, raggiungibile anche tramite la "strada appesa", sono stati collocati alcuni uffici del Comune di Genova e del consorzio che gestisce il palazzo.
La seconda e la terza sala sono decorate con stucchi dorati in stile rococò che raffigurano le virtù cardinali, panoplie con armi e bandiere, strumenti musicali e animali. Nella terza sala dovevano essere presenti tappezzerie e arazzi e su una panoplia è indicata la data 1756, considerata come l'anno della realizzazione delle decorazioni delle prime tre sale.
La quarta e la quinta sala sono le più grandi dell'appartamento. La sala d'angolo, detta anche "sala del doge", è la più ricca dell'intero appartamento e un cartiglio rivela che la sua decorazione, nella quale si notano influenze neoclassiche, risale al 1771, durante il dogato di Giovanni Battista Cambiaso. Nei soprapporta si trovavano quattro tele del XVII secolo raffiguranti le virtù cardinali, mentre al centro delle pareti trovavano posto alcuni arazzi raffiguranti Le storie di Mosè, realizzati nella seconda metà del XVI secolo dall'arazziere fiammingo Dionys Martensz su bozzetti di Luca Cambiaso, ora conservati a palazzo Doria-Spinola. Sulla volta, completamente decorata in stucco lustro, vi è un grande medaglione dove è forse raffigurata un'allegoria della scoperta dell'America da parte di Colombo vista in chiave classicista. Le decorazioni in stucco della sala sono opera dei lombardi Alessandro Bolina e Bartolomeo Fontana. Degno di nota in questa sala è anche il caminetto in marmo bianco, decorato con piastrelle in ceramica bicrome e risalente allo stesso periodo degli stucchi.
La decorazione in stucco della quinta sala, detta anche "antisala del doge", segue lo stesso stile della stanza precedente e presenta una serie di panoplie rappresentanti la potenza militare di Genova. Tra le decorazioni in stucco della sesta sala è riproposto il tema delle virtù cardinali, mentre nell'ultima sala era un tempo presente una porta, in seguito murata, che conduceva ai pontini aerei sopra salita dell'Arcivescovado, mettendo in diretta comunicazione il palazzo con il palazzetto criminale e con la cattedrale.

##### La cappella dogale

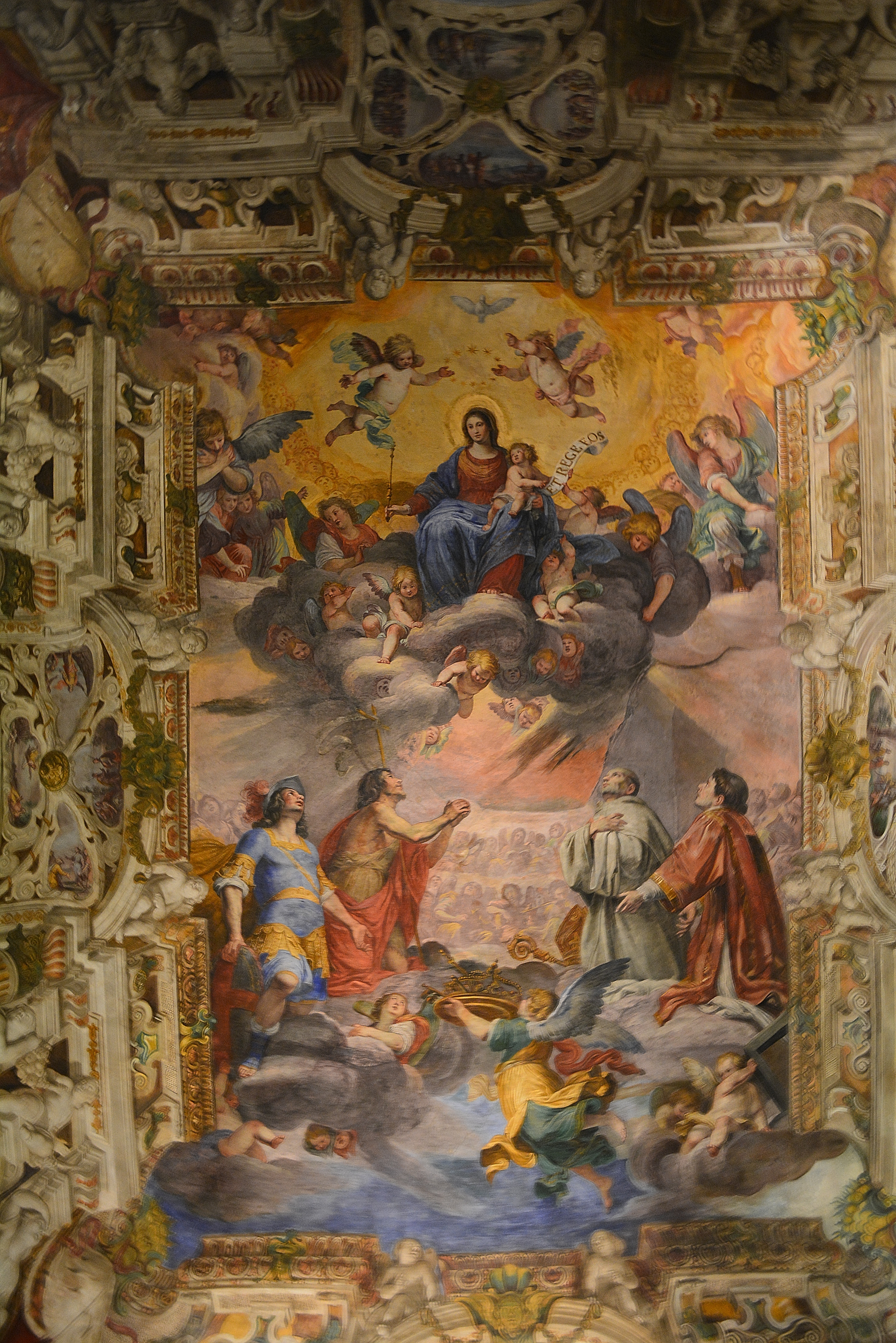
Giovanni Battista Carlone, Maria regina di Genova, Affresco sulla volta della cappella dogale

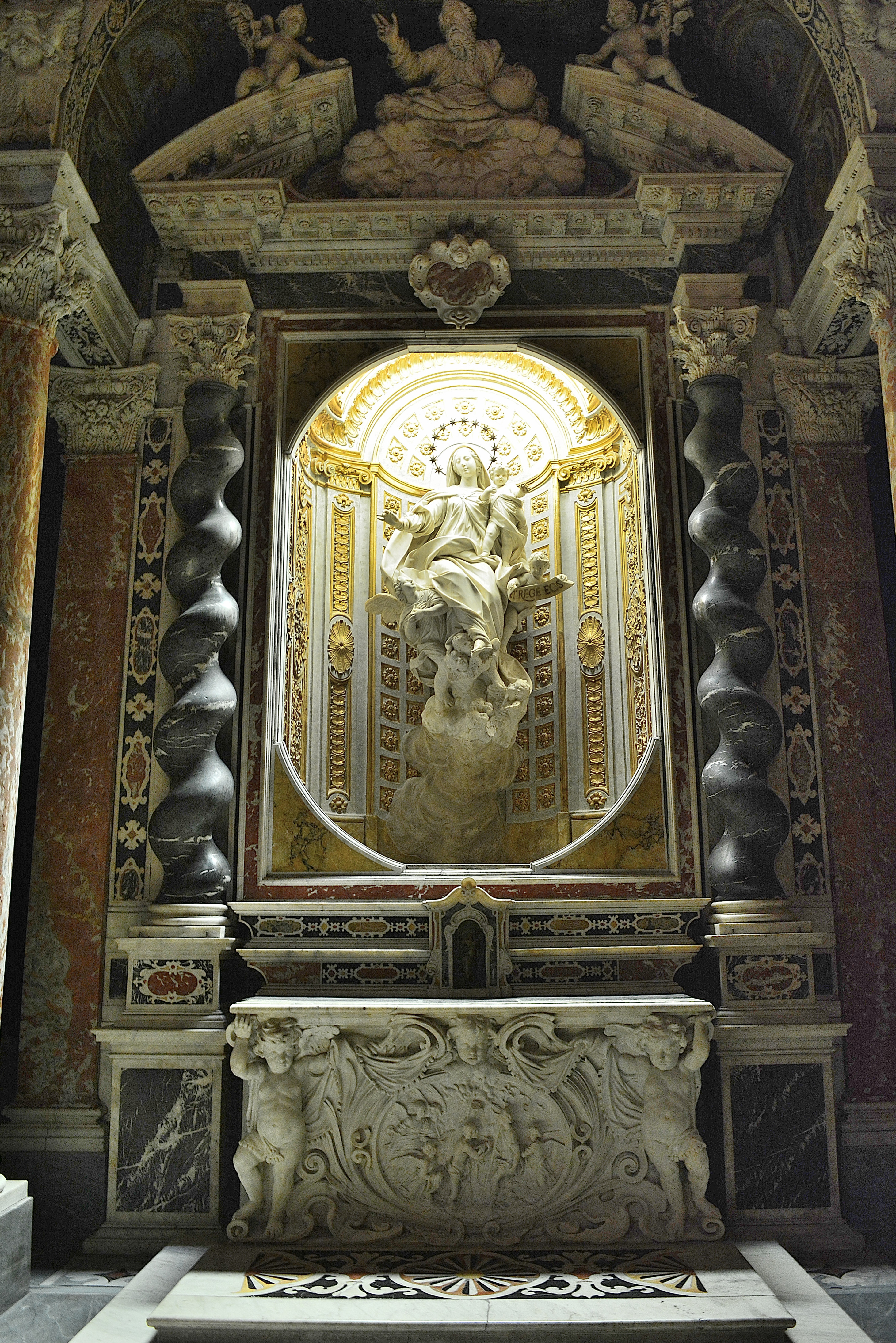
Francesco Maria Schiaffino, altare della cappella

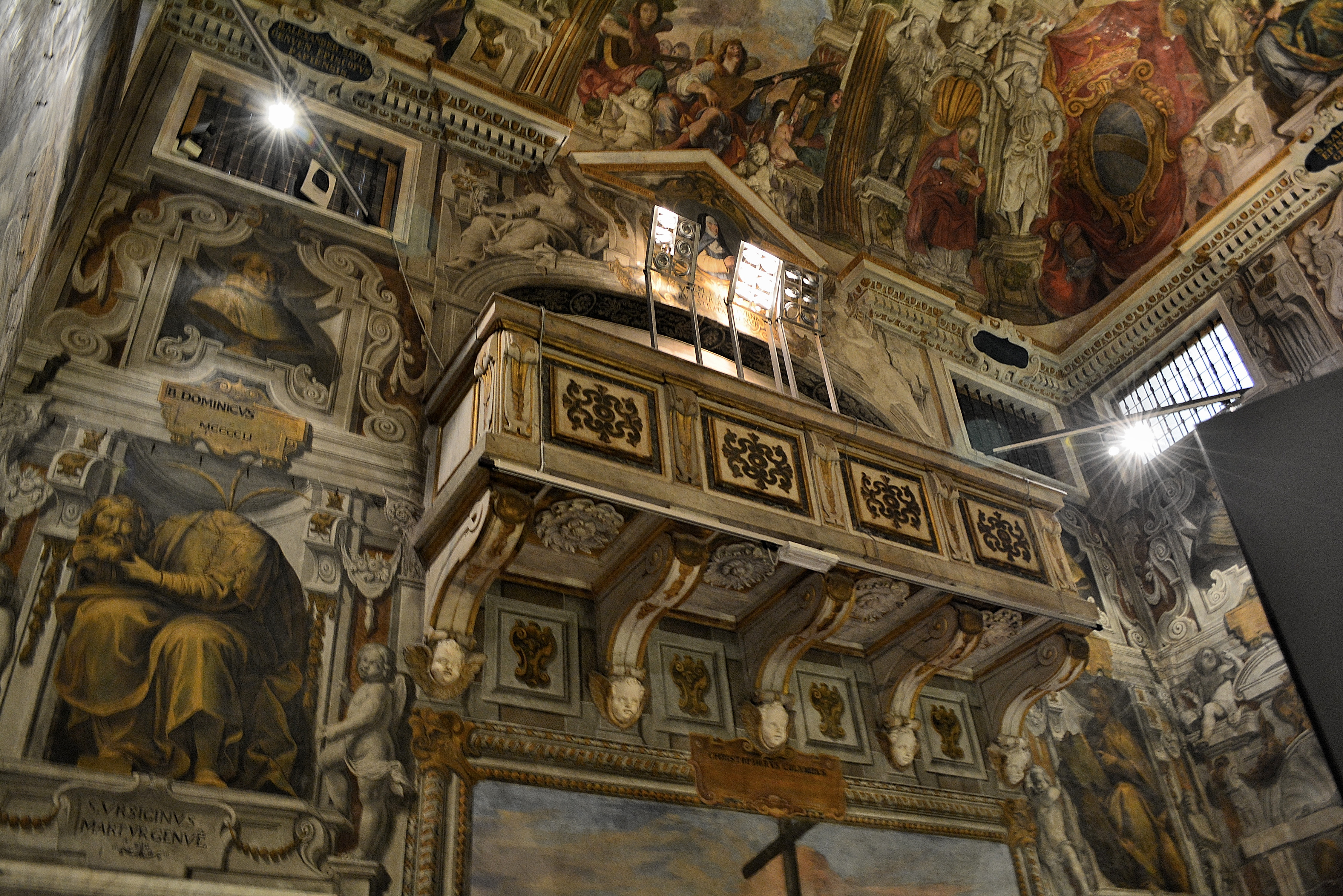
Particolare con la cantoria

Accanto alle ultime stanze dell'appartamento del doge, con accesso dall'angolo sud ovest del loggiato, si trova la cappella dogale. Risparmiata dall'incendio del 1777 e dai bombardamenti, presenta la decorazione originale in stile barocco genovese. Si tratta di un ambiente sontuoso e di grande impatto, in cui l'intera superficie della volta e delle pareti è affrescata allo scopo di celebrare le glorie e i personaggi illustri della repubblica genovese. Al centro della parete di ingresso si trova una raffigurazione di Cristoforo Colombo che pianta la croce nel nuovo mondo, con ai lati, sopra le porte che collegano la sala con l'appartamento del doge e con il loggiato, i ritratti dei martiri genovesi Ursicino e Desiderio. Ancora più in alto vi sono i beati Domenico da Genova, Maria Vittoria De Fornari Strata, Alessandro Sauli e due figure la cui epigrafe è illeggibile.
Sulla parete di destra, dando le spalle all'ingresso, è raffigurata La presa di Gerusalemme da parte di Guglielmo Embriaco, avvenuta durante la prima crociata, con tutto intorno i ritratti dei beati Jacopo da Varagine e Lanfranchino e dei santi Giovanni Bono e Valentino. Questi affreschi, così come quelli sulle altre pareti e sulla volta, furono realizzati da Giovanni Battista Carlone tra il 1653 e il 1655 e sono inseriti all'interno di finti archi colonnati dipinti, opera del pittore imperiese Giulio Benso.
Al centro della parete opposta campeggia il dipinto de L'arrivo a Genova delle ceneri del Battista, con intorno i santi Barnaba, Alberto, Caterina Fieschi Adorno, i vescovi genovesi Salomone e Romolo e un angelo custode.
La volta è interamente occupata da una raffigurazione di Maria invocata dai santi protettori di Genova Giorgio, Giovanni Battista, Lorenzo e Bernardo. La Vergine è rappresentata in qualità di regina di Genova, quale era stata proclamata nel 1637, mentre riceve da alcuni angeli la corona, le chiavi e lo scettro della città.
La parete di fondo della sala è occupata dall'altare in marmo, circondato da vere colonne sempre in marmo uguali a quelle dipinte sulle altre pareti. Due finestre si aprono tra le colonne a fianco dell'abside, permettendo alla luce esterna di illuminare l'ambiente. Inizialmente dietro l'altare si trovava una pala di Giovanni Battista Paggi, donata dallo stesso pittore alla città nel 1603, raffigurante La Madonna con il bambino tra i santi Giorgio e Giovanni Battista. Nel XVIII secolo la pala fu sostituita da una scultura di Francesco Maria Schiaffino, raffigurante nuovamente La Vergine regina di Genova.
Il pavimento presenta una decorazione barocca realizzata con tarsie di marmi policromi.

##### Il salone del Maggior Consiglio

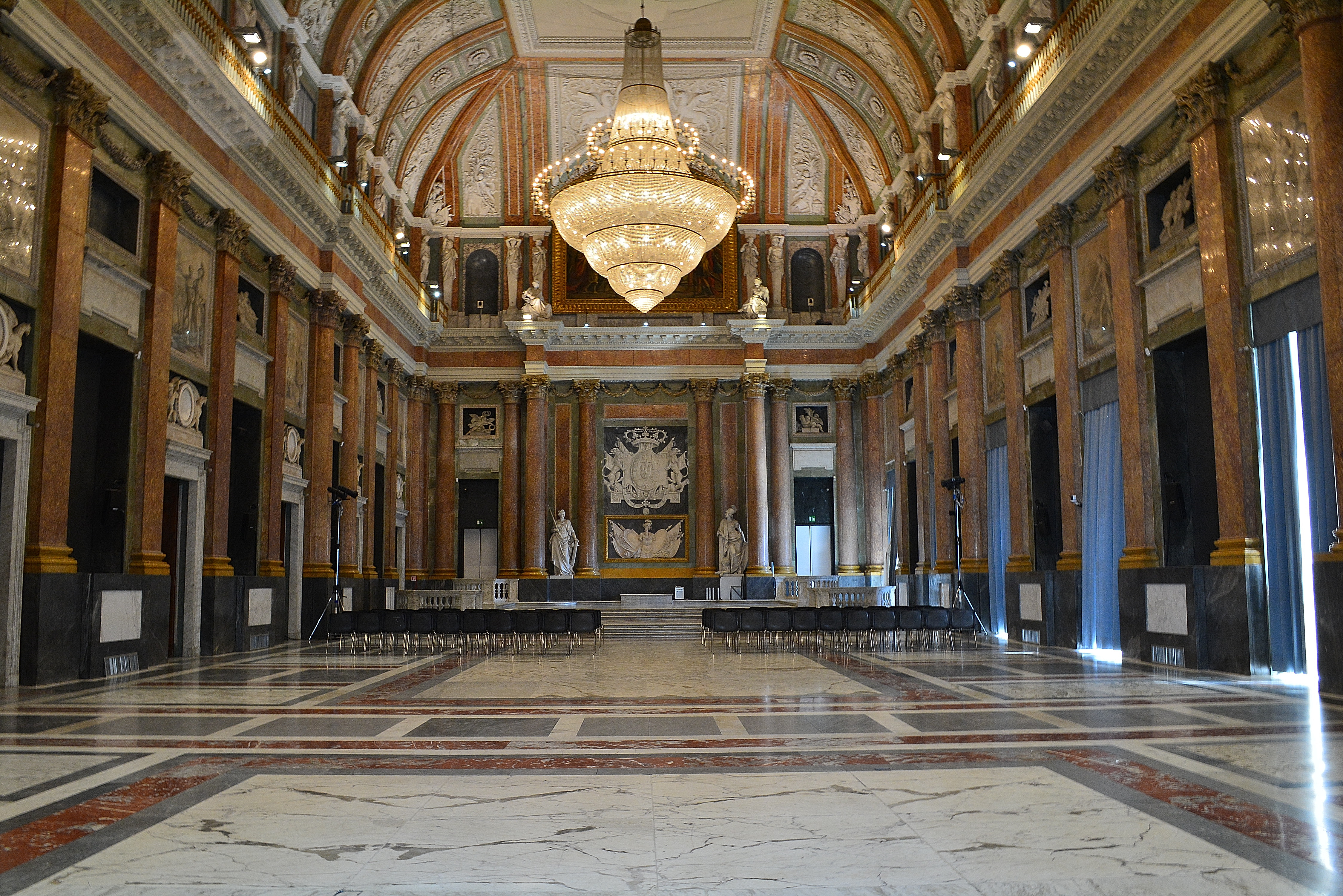
Il salone del Maggior Consiglio

Il salone del Maggior Consiglio è la sala più imponente del palazzo e insieme all'adiacente salone del Minor Consiglio occupa interamente il corpo centrale dell'edificio, al di sopra dell'atrio voltato. L'aspetto attuale del salone è quello successivo alla ricostruzione di Simone Cantoni nel 1778, ma le dimensioni, 37 metri di lunghezza per 16 di larghezza, sono quelle della "sala grande" realizzata nel Cinquecento dal Vannone per ospitare i quattrocento patrizi che rappresentavano il Maggior Consiglio della Repubblica di Genova. In questa sala veniva eletto il doge e si tenevano le riunioni ufficiali del Consiglio della Repubblica, ma avevano luogo anche feste, balli e spettacoli teatrali.

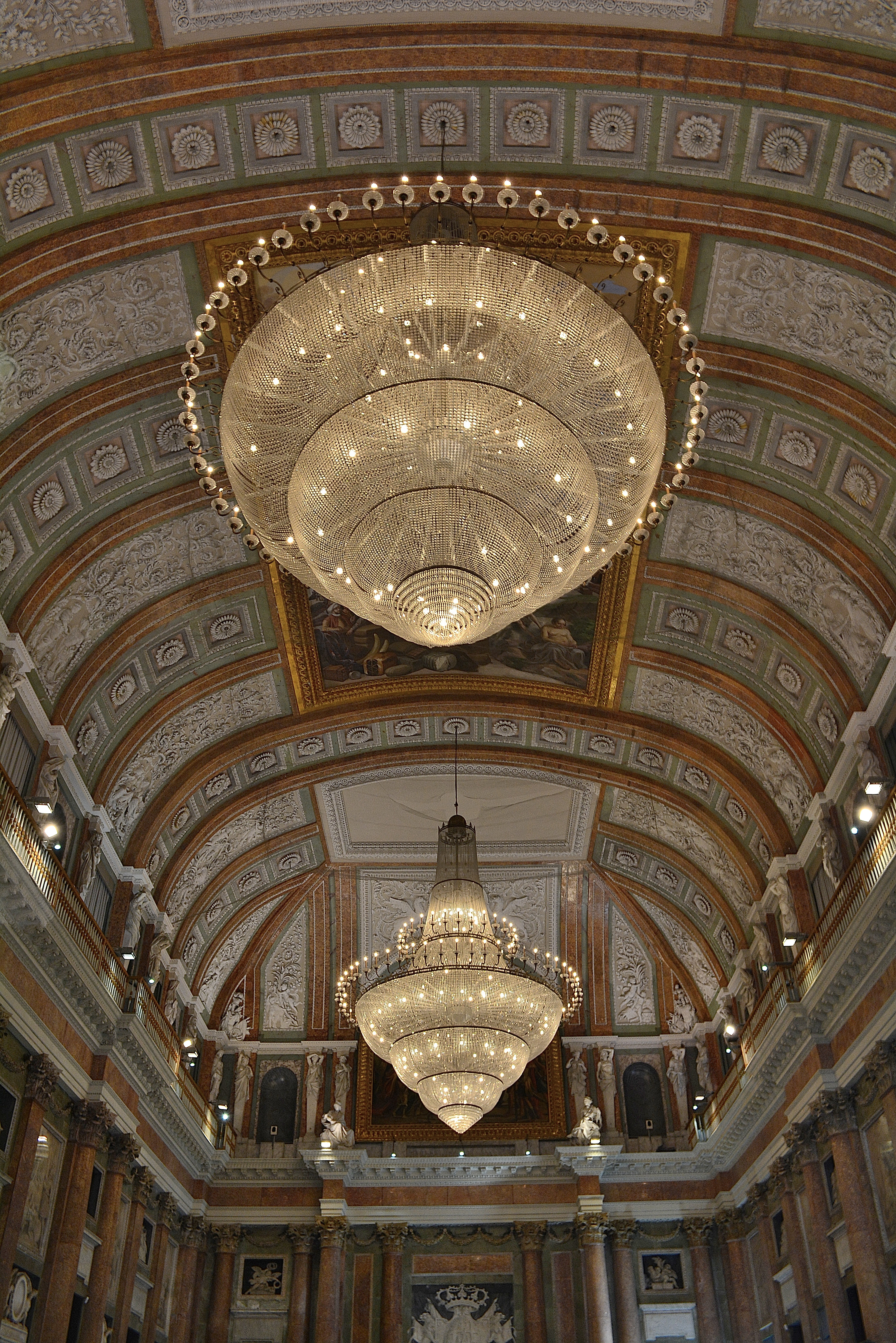
La volta del salone del Maggior Consiglio

L'incendio del 1777 danneggiò gravemente il piano nobile del palazzo e le strutture dei saloni, che vennero ricostruite da Cantoni l'anno successivo. Nel salone del Maggior Consiglio Cantoni inglobò e innalzò ciò che restava dei muri vannoniani e coprì la sala con un'imponente volta a padiglione in mattoni, la cui forma ricorda quella di una carena di nave rovesciata, in sostituzione della precedente copertura in legno. Per contrastare l'aumento di peso generato dalla nuova volta fu realizzata la facciata neoclassica su piazza Matteotti, le cui colonne hanno la funzione di contrafforti per l'adiacente salone. Nel corso degli anni però le spinte sui muri hanno causato lesioni e uno scivolamento della facciata neoclassica, che ciò ha comportato un indebolimento delle volte dei saloni del Maggior e del Minor Consiglio. Il consolidamento di tali strutture è stato effettuato durante il restauro del 1992 tramite l'inserimento di tiranti in acciaio nei sottotetti e nei muri.

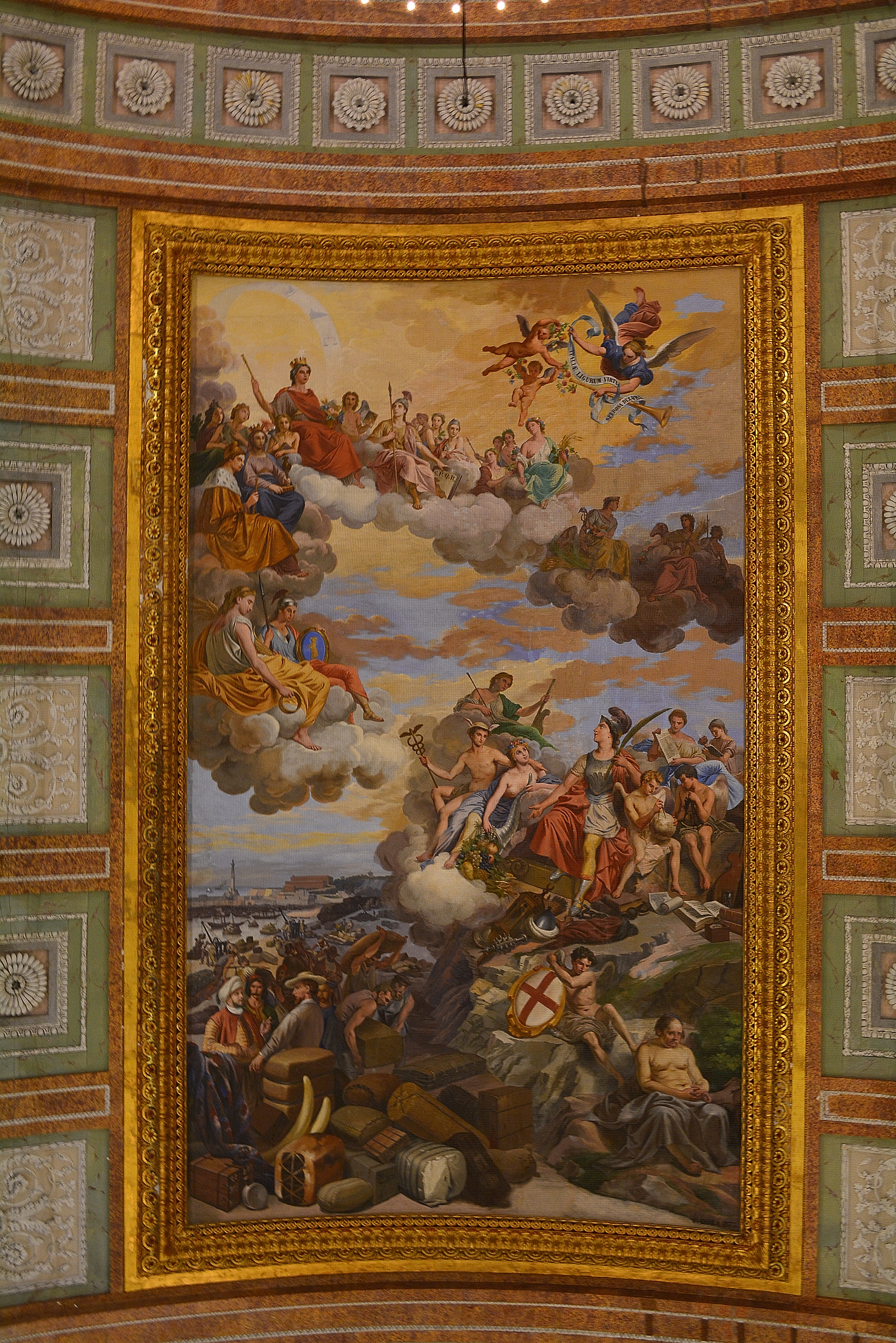
LAllegoria del Commercio dei Liguri di Giuseppe Isola

Internamente il salone appare completamente decorato in stile neoclassico e caratterizzato dall'alternanza di colore dei marmi e dei finti marmi in stucco lustro. Nelle pareti lunghe sono addossate una serie di colonne in marmo o in stucco lustro, nelle nicchie tra le quali trovano posto una serie di statue in stucco. Al di sopra delle colonne si trova una balaustra e sopra di essa, in corrispondenza delle colonne e dei costoloni della volta, una serie di cariatidi in stucco opera dello stuccatore ticinese Carlo Luca Pozzi con la collaborazione di Alessandro Bolina e Bartolomeo Fontana, autore anche della decorazione della volta.
A fianco della porta di ingresso si trovano due statue in stucco raffiguranti la Concordia e la Pace, opera dell'artista genovese Andrea Casareggio (o Casaregi) mentre dalla parte opposta del salone, dove un tempo si trovava il trono del doge, distrutto durante la rivoluzione del 1797, sono le statue allegoriche della Giustizia e della Fortezza, opera rispettivamente di Nicolò Traverso e di Francesco Maria Ravaschio. Al centro della parete di ingresso, al di sopra della balaustra, si trova una grande lunetta con un dipinto su tela della battaglia della Meloria, realizzata dal pittore piemontese Giovanni David. David realizzò anche il bozzetto per la lunetta sita sul lato opposto, raffigurante Il doge Leonardo Montaldo libera Jacopo di Lusignano, re di Cipro, che fu però dipinta da Emanuele Tagliafichi. Queste due lunette furono dipinte in sostituzione delle tele di Marcantonio Franceschini e di Tommaso Aldovrandini, andate distrutte durante l'incendio del 1777. Tra le colonne dei lati principali, alternati alle statue in stucco, si trovano una serie di tele monocromatiche, dipinte in stile neoclassico e con temi allegorici in occasione della visita di Napoleone nel luglio 1805. Al centro della volta si trova un grande affresco raffigurante un'allegoria del Commercio dei Liguri, realizzato nel 1866 da Giuseppe Isola in sostituzione di un precedente affresco di Giandomenico Tiepolo risalente al 1785 e raffigurante La Liguria e le glorie della famiglia Giustiniani, deperito pochi decenni dopo la sua realizzazione. Completano l'effetto scenografico del salone il pavimento dove una serie di marmi di diversa colorazione formano motivi geometrici e due grandi lampadari in cristallo, inseriti durante il restauro del 1992.
In seguito alla riapertura del palazzo il salone del Maggior Consiglio, così come quello del Minor Consiglio, ospita mostre, conferenze, concerti o altri eventi culturali.

##### Il salone del Minor Consiglio

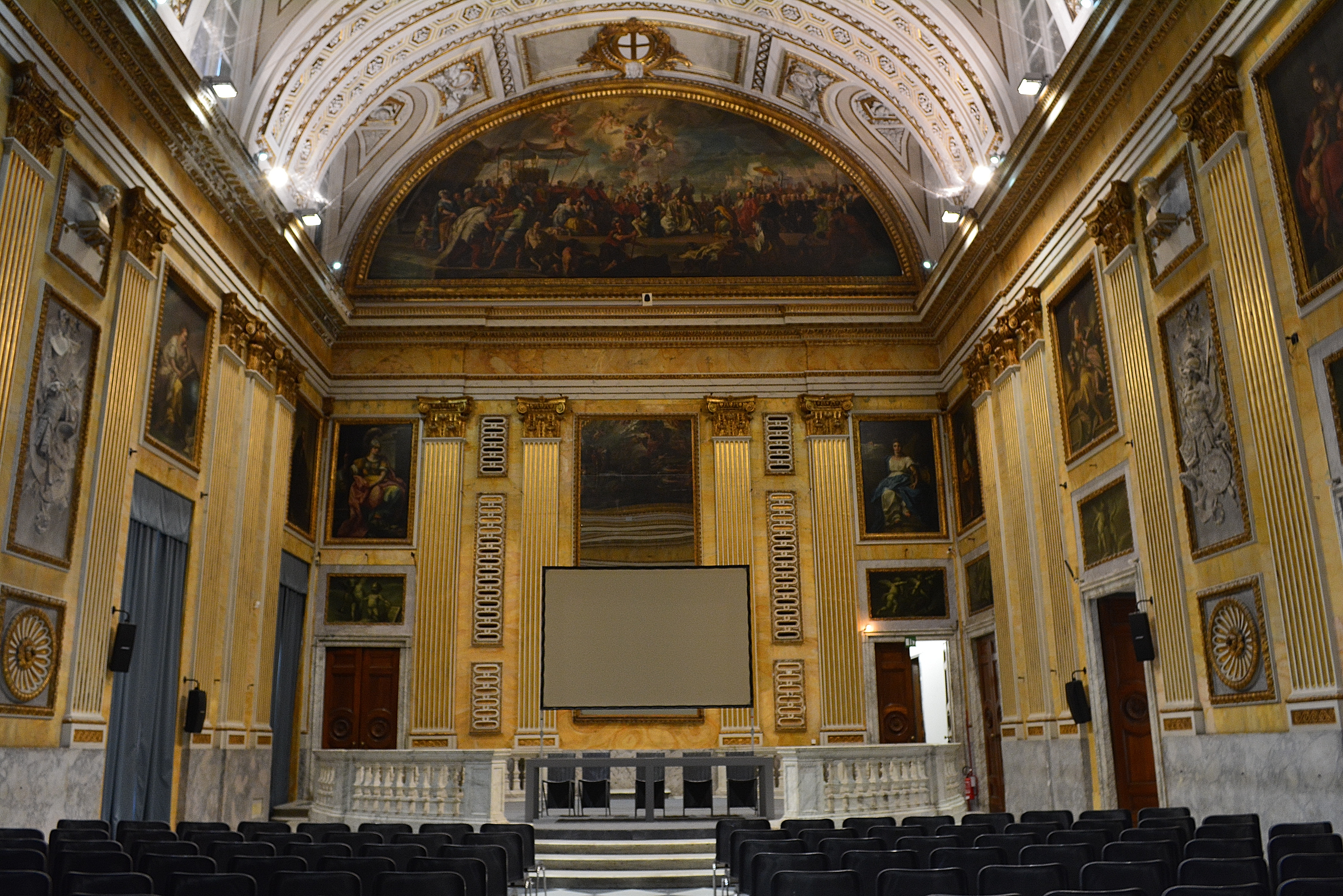
Il salone del Minor Consiglio

Il salone del Minor Consiglio, detto anche "salonetto", era originariamente destinato alle riunioni del Minor Consiglio della Repubblica. È situato a fianco del salone del Maggior Consiglio, insieme al quale occupa il corpo centrale dell'edificio, e affaccia verso nord su salita del Fondaco. Per via della sua collocazione era anche chiamato "consiglietto d'estate" ed era usato per le riunioni estive del Consiglio, in contrapposizione al "consiglietto d'inverno", esposto a sud e andato perduto durante i rifacimenti ottocenteschi, i cui spazi sono utilizzati come spazio espositivo della Regione Liguria.

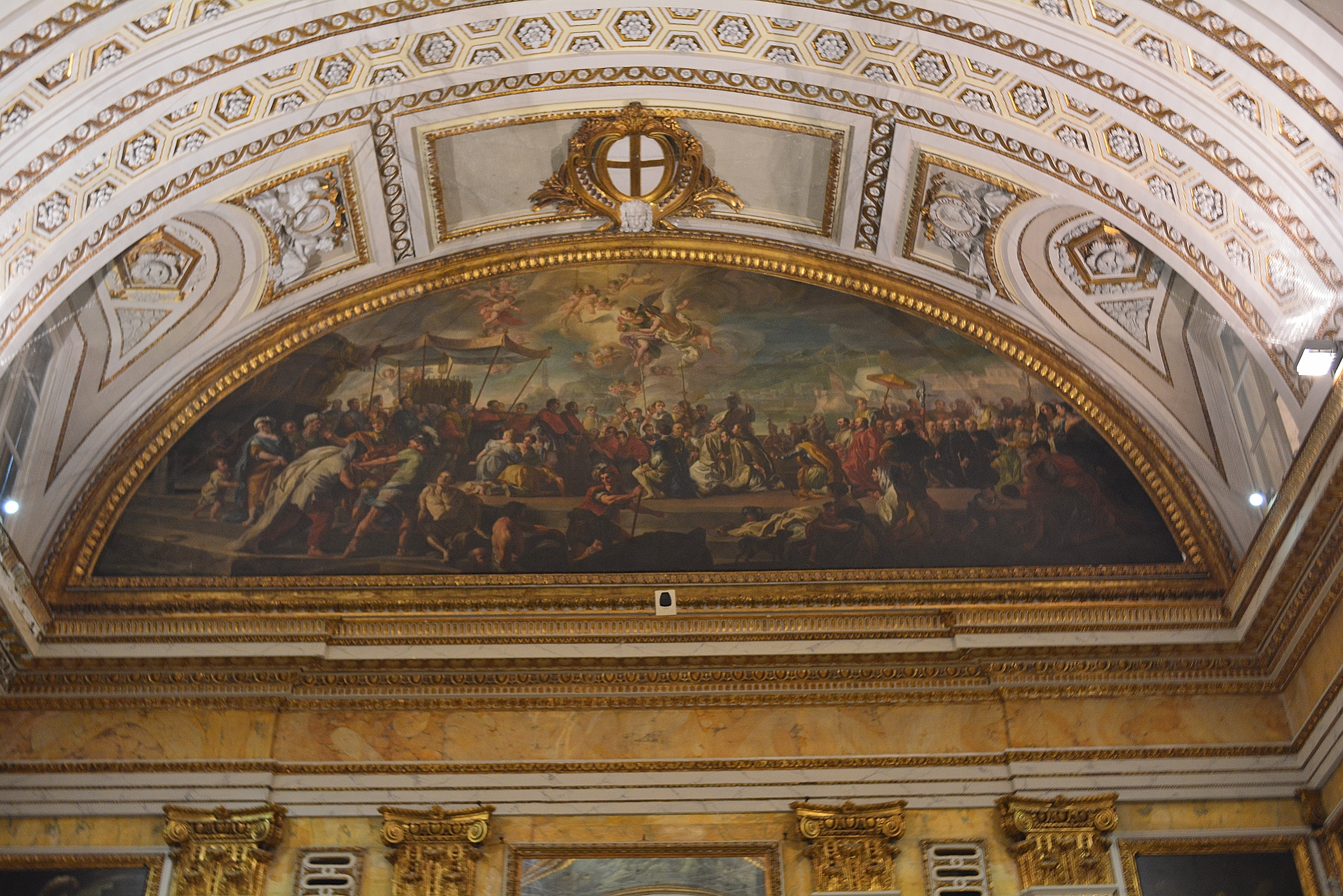
Particolare della lunetta con L'arrivo a Genova delle ceneri del Battista di Carlo Giuseppe Ratti

La sala, di 20 metri di lunghezza e 13 di larghezza, fu gravemente danneggiata durante l'incendio del 1777 e ricostruita durante l'intervento di Simone Cantoni. Analogamente al salone del Maggior Consiglio fu realizzata una nuova volta in mattoni, in questo caso con forma a botte, in sostituzione della precedente copertura in legno, e fu rinnovata completamente la decorazione della sala.
Si accede al salone attraversando un piccolo atrio, aperto sul lato che affaccia sullo scalone, dal quale un tempo era possibile assistere ai cortei cerimoniali. Tra l'atrio e l'ultima rampa dello scalone Cantoni ricavò uno spazio tecnico nel quale inserire una scala a chiocciola di forma ellittica che conduce al piano superiore. La decorazione neoclassica del salone è opera in particolare del pittore Carlo Giuseppe Ratti e dello stuccatore Carlo Luca Pozzi, il quale lavorò anche agli stucchi del salone del Maggior Consiglio. Furono realizzate da Ratti le tredici tele raffiguranti le Allegorie delle virtù del buon governo che si trovano in corrispondenza delle aperture della sala (partendo dalla parete di fronte all'ingresso e girando in senso antiorario, Sapienza, Magnanimità, Concordia, Fortezza, Carità, Vigilanza, Mansuetudine, Pace con la Giustizia, Speranza, Fortuna, Verità, Storia e Segretezza) e le piccole tele monocromatiche soprapporta raffiguranti putti e, in quella sopra la porta d'ingresso, Giano.
Sulla volta è possibile vedere due tele monocrome raffiguranti La Liguria distribuisce tesori alle province e Giano sacrifica alla pace, opera di Ratti così come la tela centrale con L'apoteosi della Repubblica con l'allegoria della Divina Sapienza, che il pittore riprese da un bozzetto che Domenico Piola aveva presentano nel 1700 a un concorso per la decorazione del salone del Maggior Consiglio. Queste tre tele furono pesantemente restaurate nel 1949, in seguito ai danni riportati durante i bombardamenti bellici. Sempre di Ratti sono le due lunette in cima alle pareti d'ingresso e di fondo della sala, che raffigurano rispettivamente Lo sbarco di Colombo nelle Indie e L'arrivo a Genova delle ceneri del Battista riproponendo le precedenti opere di Francesco Solimena, distrutte dall'incendio del 1777 ma delle quali erano stati conservati i bozzetti. Lungo le pareti della sala, alternati alle tele con le allegorie delle virtù del buon governo, vi sono otto statue in stucco di uomini illustri della Repubblica realizzate da Nicolò Traverso, Andrea Casareggio e Francesco Maria Ravaschio, i quali lavorarono anche agli stucchi della facciata su piazza Matteotti e nel salone del Maggior Consiglio. All'architetto genovese Carlo Barabino è infine attribuita la caratteristica balaustra circolare in fondo alla sala, che aveva la funzione di delimitare lo spazio riservato al doge.

##### I piani superiori

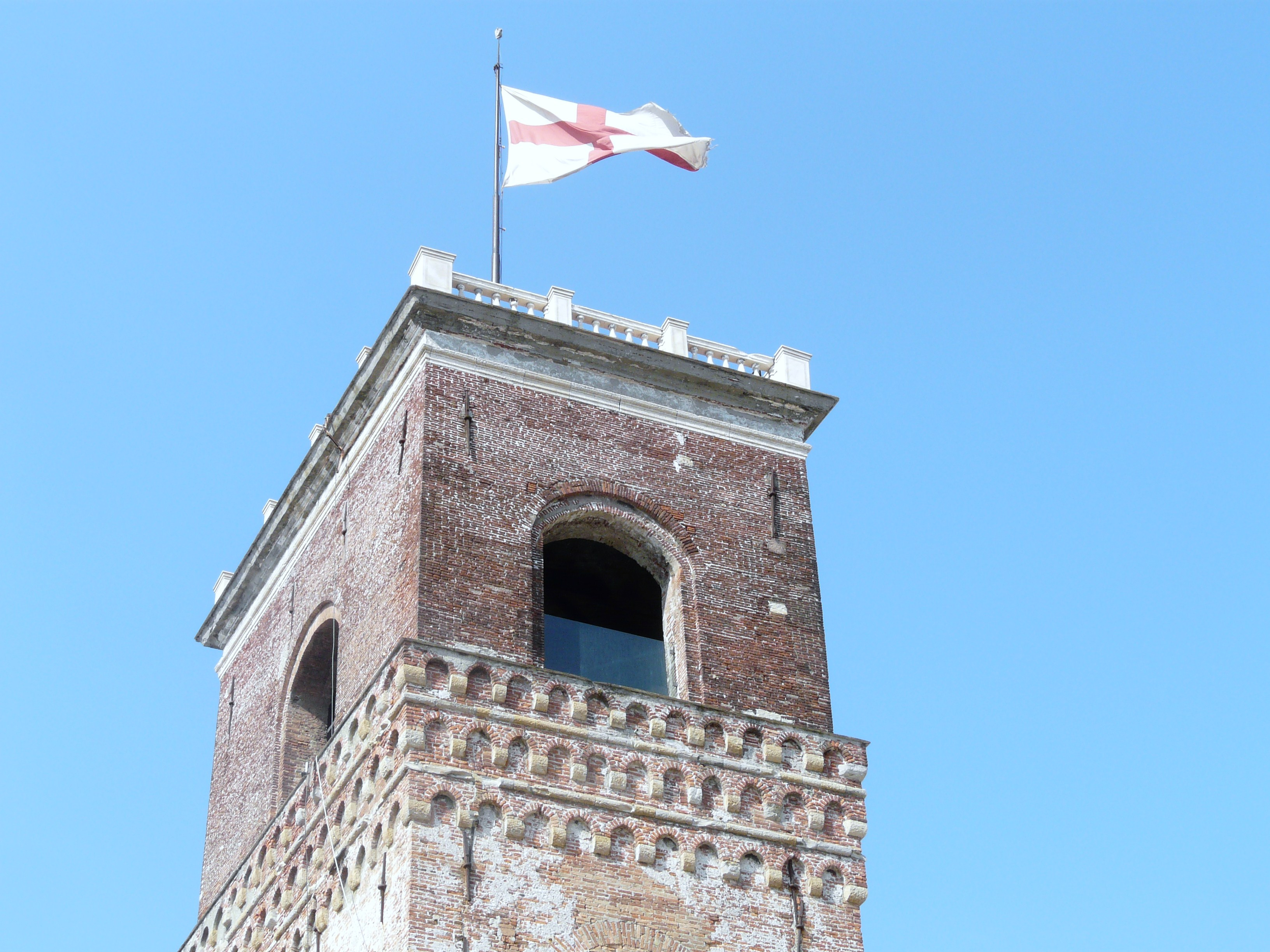
La sommità della torre Grimaldina

Dal loggiato maggiore si può accedere alla strada appesa, che permette di scendere al piano terra o di salire ai piani superiori: il secondo piano ammezzato, la terrazza, le carceri e la torre Grimaldina. Il secondo mezzanino ospita alcuni uffici e spazi del Comune di Genova. La terrazza si trova al di sopra del loggiato maggiore, ospita un ristorante e da essa è possibile vedere da vicino la sommità della torre Grimaldina, le statue che sormontano la facciata neoclassica su piazza Matteotti e le coperture dei saloni del Maggior e del Minor Consiglio. Salendo ancora lungo la strada appesa si raggiungono quelle che un tempo erano le carceri del palazzo. Poco prima dell'ingresso, sulla sinistra della scala, è possibile notare un curioso rilievo tardo-cinquecentesco in stucco che raffigura la Fortuna bendata, con la testa che diventa un vaso ricolmo di frutta e la benda che attraversa gli occhi.

##### Le carceri

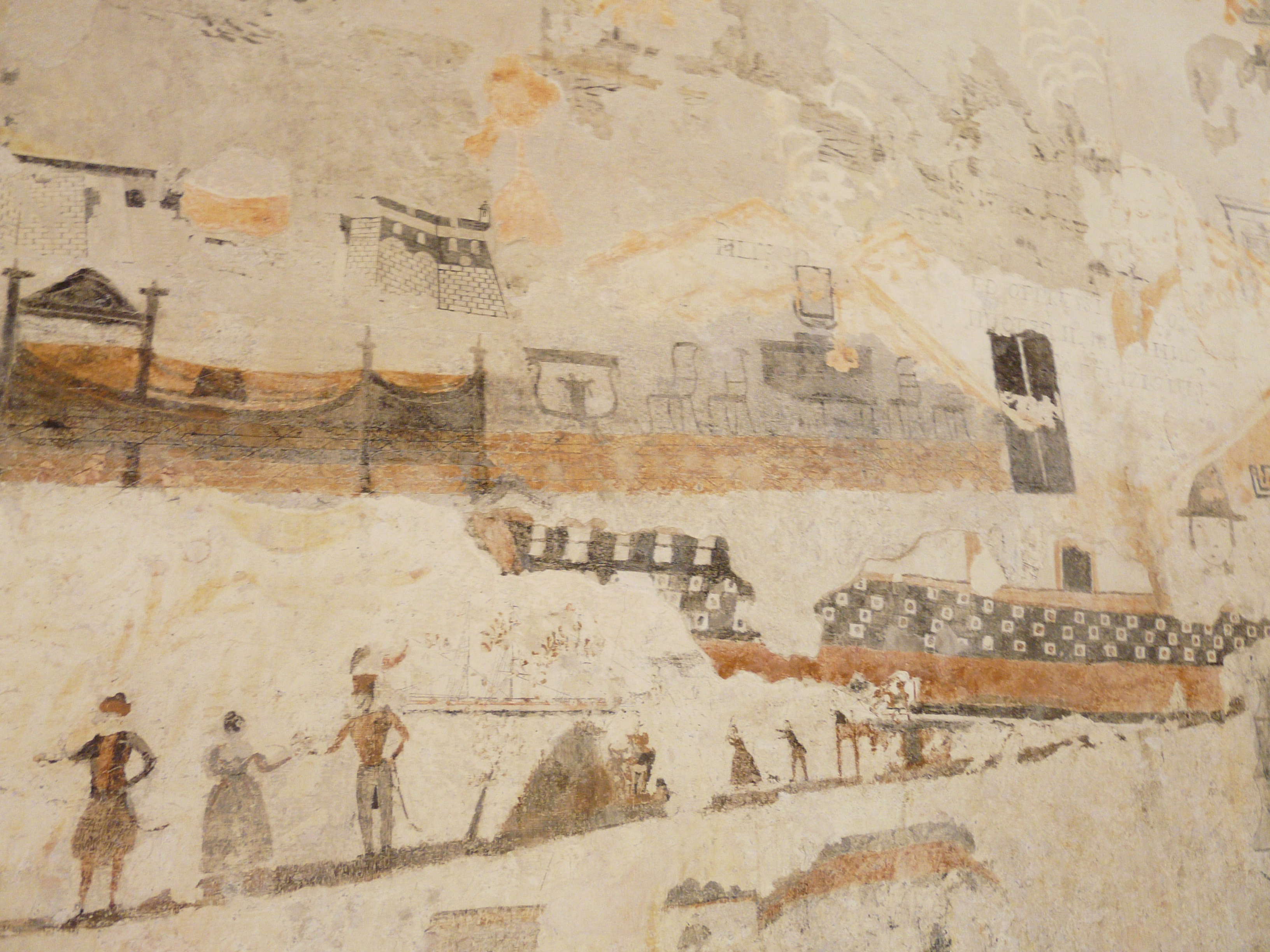
Particolare dei disegni sulle pareti della cosiddetta "cella degli artisti"

I piani superiori della torre Grimaldina e i locali adiacenti furono utilizzati come carceri dai tempi della Repubblica fino alla Resistenza durante la seconda guerra mondiale. Un episodio del 1435 fa ipotizzare che a quel tempo esistesse già una cella detta Grimaldina, da cui prese poi il nome l'intera torre: in seguito alla battaglia di Ponza nell'elenco dei prigionieri condotti a Genova da destinare a diverse carceri, accanto ad alcuni nomi fu indicata la lettera G che potrebbe significare appunto Grimaldina.
Le carceri occupavano alcuni locali del sottotetto al di sopra dell'appartamento del doge e nella torre. Questo faceva sì che le celle fossero meno umide di quelle tradizionalmente collocate nei piani più bassi degli edifici, ma allo stesso tempo fossero più soggette alle intemperie e ai rigori del clima. Le celle sopra l'appartamento dogale erano piccole e buie, provviste di doppie porte e con spesse grate in ferro inserite all'interno dei muri e dei pavimenti, per impedire ogni tentativo di fuga. Queste celle erano destinate ai prigionieri comuni o politici. Il piano superiore del pontino aereo dell'appartamento del doge permetteva di mettere in contatti direttamente le carceri con il vicino palazzetto criminale. Le celle situate nella torre, più grandi e luminose, erano destinate ai detenuti provenienti da famiglie importanti o a nemici stranieri trattenuti in attesa di un riscatto.
I prigionieri spesso lasciavano sui muri delle celle scritte o disegni a testimonianza delle proprie pene. Nella cosiddetta "cella degli artisti", nella torre, sono presenti disegni di navi da guerra, soldati, dame e cavalieri e una mongolfiera.
Tra i prigionieri illustri delle carceri è possibile ricordare il corsaro ottomano Dragut, il doge Paolo da Novi e il nobile genovese Domenico Dalla Chiesa, imprigionato per volere del fratello senatore e famoso per essere riuscito a fuggire raggiungendo la cella campanaria e poi calandosi sulla terrazza sottostante grazie alla bandiera situata in cima alla torre; Giulio Cesare Vachero, che complottò contro Genova insieme ai Savoia, i pittori Sinibaldo Scorza (per lesa maestà), Domenico Fiasella e Luciano Borzone (per ferimento) e Pieter Mulier detto il Tempesta, accusato dell'omicidio della moglie e che realizzò diverse opere durante il periodo di prigionia in un improvvisato atelier nella cella campanaria; il musicista Nicolò Paganini (per aver sedotto una ragazza) e il patriota Jacopo Ruffini che qui morì suicida nel 1833.

##### Il Piccolo Teatro
Poco noto è il teatrino dei piani superiori, costruito su disegno dell'architetto Simone Cantoni, che lo realizzò interamente in mattoni (e non in legno) per evitare ulteriori incendi come quello avvenuto nel 1777. La struttura non fu mai aperta al pubblico in quanto non venne mai terminato l'intervento di ripristino del 1992. Nel 2018 si è finanziato il completamento dei lavori con l'intento di rendere fruibile anche questo spazio, adibito fino a quel momento a magazzino: il Piccolo Teatro, localizzato al di sopra della Sala del Minor Consiglio, è stato inaugurato nell'ottobre 2022, e presenta una capienza di circa 120 posti. Il Piccolo Teatro è sede di letture, conferenze e concerti.